# La Réunion
Cet article concerne la région française d'outre-mer. Pour les autres significations, voir La Réunion (homonymie).
La Réunion est une île volcanique située dans l'Ouest de l'océan Indien, à l'est de l'Afrique, dans l'hémisphère sud. Elle constitue à la fois un département et une région d'outre-mer français (DROM).
D'une superficie de 2 512 km2, l'île de La Réunion est située dans l'archipel des Mascareignes à 172 km à l'ouest-sud-ouest de l'île Maurice et à 679 km à l'est-sud-est de Madagascar. Il s'agit d'une île volcanique créée par un point chaud. Le point culminant se situe à une altitude de 3 070 mètres au piton des Neiges. L'île présente un relief escarpé travaillé par une érosion très marquée. Le piton de la Fournaise (2 632 mètres), situé dans le sud-est de l'île, est un des volcans les plus actifs du monde. Bénéficiant d'un climat tropical d'alizé maritime et située sur la route des cyclones, La Réunion abrite un endémisme exceptionnel.
Vraisemblablement repérée dès le Moyen Âge par les Arabes sous le nom de « Dina Morgabin » (l’île couchant), La Réunion n'a été habitée qu'à compter du milieu du XVIIe siècle, soit environ 150 ans après son émergence sur les portulans des navigateurs portugais. Jusqu'alors connue sous le nom d'« île Mascarin », elle devient sous celui d'« île Bourbon » une escale de la Compagnie française des Indes orientales sur la route des Indes. À partir des années 1710, elle constitue une véritable colonie pratiquant la culture du café. Devenue une société de plantation, elle passe sous le contrôle direct du roi de France dans les années 1760 avant d'être réaffectée à l'industrie de la canne à sucre au terme des guerres napoléoniennes. Elle est définitivement rebaptisée de son nom actuel et l'esclavage y est aboli en 1848, remplacé jusque dans les années 1930 par la pratique de l'engagisme.
En 1946, l'île abandonne son statut colonial pour devenir un département français, sans pour autant accéder à l'égalité sociale et salariale avec les départements français de l'Hexagone, elle prend le code départemental 974. L'île appartient à la zone euro, mais ne fait pas partie de l'espace Schengen. Son tissu productif reste structurellement fragile. On y relève un taux de chômage élevé (entre 17 % et 19 % depuis 2020),, dont 39 % chez les jeunes,. Le premier secteur économique de l'île est aujourd'hui le tourisme. Le produit intérieur brut (PIB) est estimé en 2021 à 19,2 milliards d'euros, le revenu moyen par habitant étant d'environ 22 400 euros par an,.
D'après l'Institut national de la statistique et des études économiques, en janvier 2024, la population est estimée à 885 700 habitants,, principalement concentrée sur les côtes où se situent les principales villes dont Saint-Denis, le chef-lieu.
Sa démographie se caractérise par la jeunesse de ses habitants et leurs origines variées, à la fois européennes, ouest-africaines, est-africaines, malgaches, indiennes, vietnamiennes, comorienne, mahoraises, malaises et chinoises. Cette diversité influence la culture réunionnaise caractérisée notamment par sa langue, le créole réunionnais, sa cuisine ou encore sa musique (séga, maloya, etc.).

## Toponymie

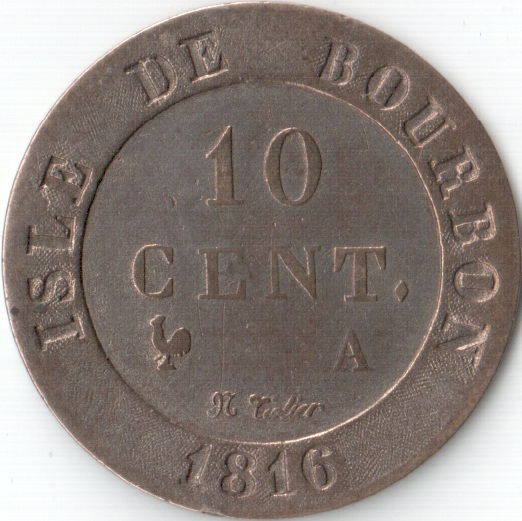
Inscription Isle de Bourbon sur une pièce de 10 centimes de 1816.

Au moment de sa prise de possession par la France au XVIIe siècle, l'île est baptisée Bourbon, du nom de la dynastie alors régnante. Pour rompre avec cette dénomination trop attachée à l'Ancien Régime, la Convention nationale décide, le 19 mars 1793, de rebaptiser la dépendance île de la Réunion. Ce choix pourrait avoir été fait en hommage à la réunion des fédérés de Marseille et des gardes nationaux parisiens qui a précédé l'insurrection du 10 août 1792 et la marche sur le palais des Tuileries mais aucun document ne le justifie et le sens du mot « réunion » pourrait avoir été purement symbolique.
La colonie change à nouveau de nom au XIXe siècle : en 1806, sous le Premier Empire, le général Decaen la baptise île Bonaparte puis, en 1810, elle reprend la dénomination d’île Bourbon avant de redevenir définitivement île de la Réunion à la chute de la monarchie de Juillet, par un arrêté du gouvernement provisoire du 7 mars 1848.
Conformément à la graphie originelle et aux règles orthographiques et typographiques classiques « la Réunion » s'écrivait avec une minuscule à l'article mais, au cours de la fin du XXe siècle, la graphie « La Réunion » avec une majuscule s'est développée dans de nombreux écrits pour souligner l'intégration de l'article dans le nom. Cette dernière graphie correspond aux préconisations de la Commission nationale de toponymie et figure notamment dans la Constitution française du 4 octobre 1958 aux articles 72-3 et 73.

## Géographie

### Localisation
La Réunion est une île qui se situe dans l'Ouest de l'océan Indien sur la plaque africaine par 21 degrés de latitude sud et 55,5 degrés de longitude est. Elle est située dans l'hémisphère sud, à 684 km à l'est de Madagascar.
La Réunion est l'île la plus occidentale de l'archipel des Mascareignes dont font également partie l'île Maurice, à 172 km à l'est-nord-est, et Rodrigues, toutes deux faisant partie de la république de Maurice. Les Mascareignes sont situées au sud-est de l'Afrique.

### Géologie et relief
| \| Localisation de La Réunion dans le Monde \| OCÉAN INDIEN Piton · des Neiges 3 071 m Piton de la · Fournaise 2 632 m Rivière des · Pluies Rivière du Mât Rivière · des Galets Rivière des Marsouins Rivière de l'Est Rivière · des Remparts Rivière St-Étienne Saint- · Denis Sainte- · Suzanne Sainte- · Marie Saint-Benoît Saint-André Bras-Panon Salazie La Plaine-des-Palmistes Sainte-Rose Saint-Paul Le Port La · Possession Saint-Leu Les Trois-Bassins Saint-Pierre Les Avirons L'Étang- · Salé Saint-Louis Cilaos Entre-Deux Le Tampon Petite-Île Saint-Joseph Saint-Philippe |
| Localisation de La Réunion dans le Monde |

| Localisation de La Réunion dans le Monde |

| \| Localisation de La Réunion dans le Monde \| OCÉAN INDIEN Piton · des Neiges 3 071 m Piton de la · Fournaise 2 632 m Rivière des · Pluies Rivière du Mât Rivière · des Galets Rivière des Marsouins Rivière de l'Est Rivière · des Remparts Rivière St-Étienne Saint- · Denis Sainte- · Suzanne Sainte- · Marie Saint-Benoît Saint-André Bras-Panon Salazie La Plaine-des-Palmistes Sainte-Rose Saint-Paul Le Port La · Possession Saint-Leu Les Trois-Bassins Saint-Pierre Les Avirons L'Étang- · Salé Saint-Louis Cilaos Entre-Deux Le Tampon Petite-Île Saint-Joseph Saint-Philippe |
| Localisation de La Réunion dans le Monde |

| Localisation de La Réunion dans le Monde |

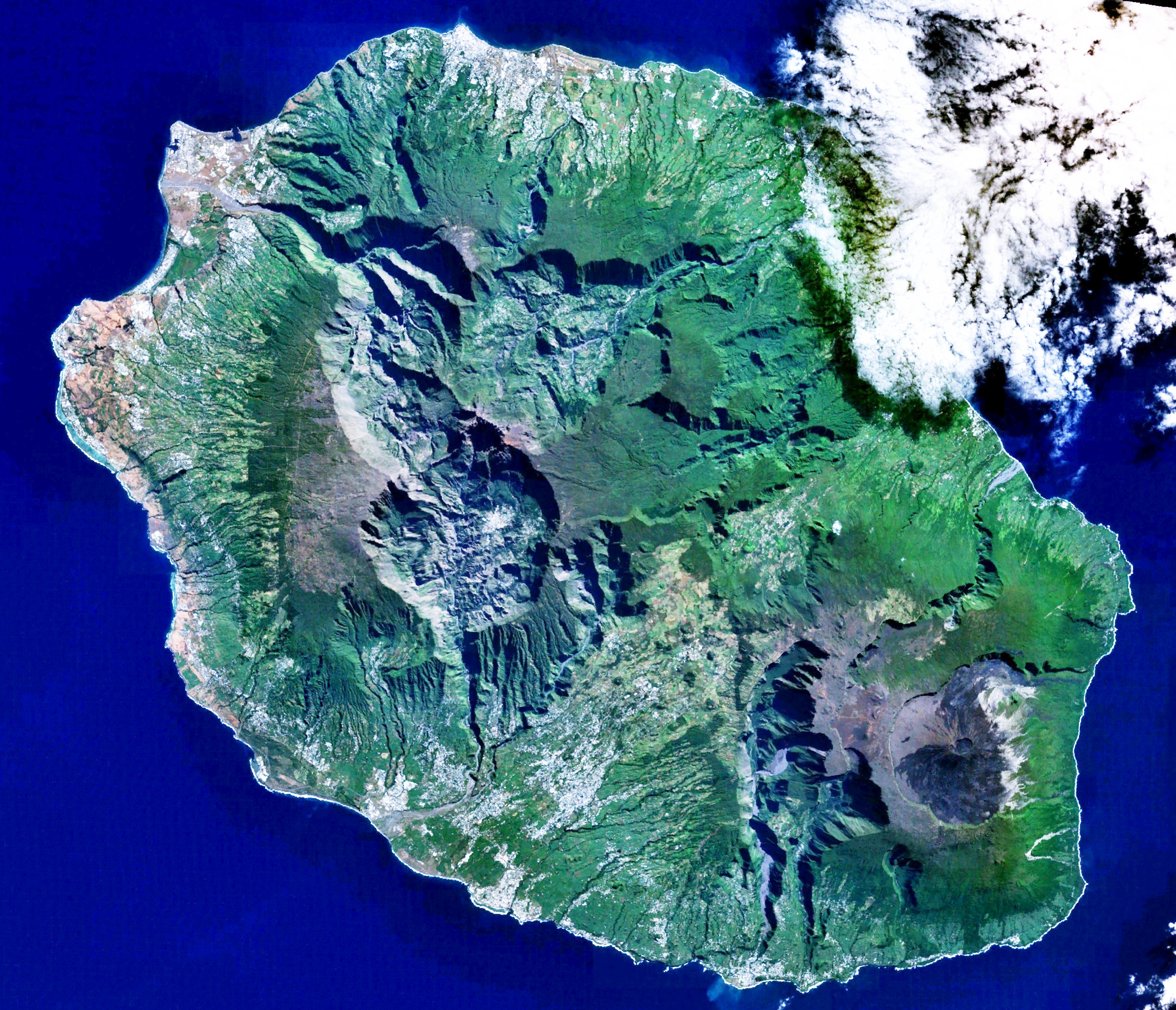
Le relief exacerbé de l'île transparaît malgré l'altitude de cette photo satellite.

La Réunion est une île volcanique née il y a quelque trois millions d'années avec l'émergence du volcan bouclier du piton des Neiges qui est aujourd'hui, avec une altitude de 3 070,50 mètres, le sommet le plus élevé des Mascareignes et de l'océan Indien. L'est de l'île est constitué par le piton de la Fournaise, un autre volcan bouclier bien plus récent (500 000 ans) qui est considéré comme l'un des plus actifs de la planète. La partie émergée de l'île ne représente qu'un faible pourcentage (environ 3 %) de la montagne sous-marine qui la forme.
En plus du volcanisme, le relief de l'île est rendu très accidenté par une érosion active. Le centre abrite ainsi trois vastes cirques creusés par cette érosion (Salazie, Mafate et Cilaos), et les pentes de l'île sont sillonnées par de nombreux cours d'eau creusant des ravines, estimées à au moins 600, généralement profondes et dont les torrents entaillent les flancs des montagnes jusqu'à plusieurs centaines de mètres de profondeur.
Le massif ancien du piton des Neiges est séparé du massif de la Fournaise par une trouée formée de la plaine des Palmistes et de la plaine des Cafres, voie de passage entre l'Est et le Sud de l'île. En dehors des plaines, les espaces côtiers sont en général les régions les plus plates notamment au nord et à l'ouest de l'île. Le littoral du Sud sauvage est cependant plus abrupt.
Entre la frange littorale et Les Hauts, s’étend une zone transitoire pentue dont la dénivellation varie considérablement avant d'arriver sur les lignes de crêtes sertissant les cirques ou l'Enclos Fouqué, la caldeira du piton de la Fournaise.

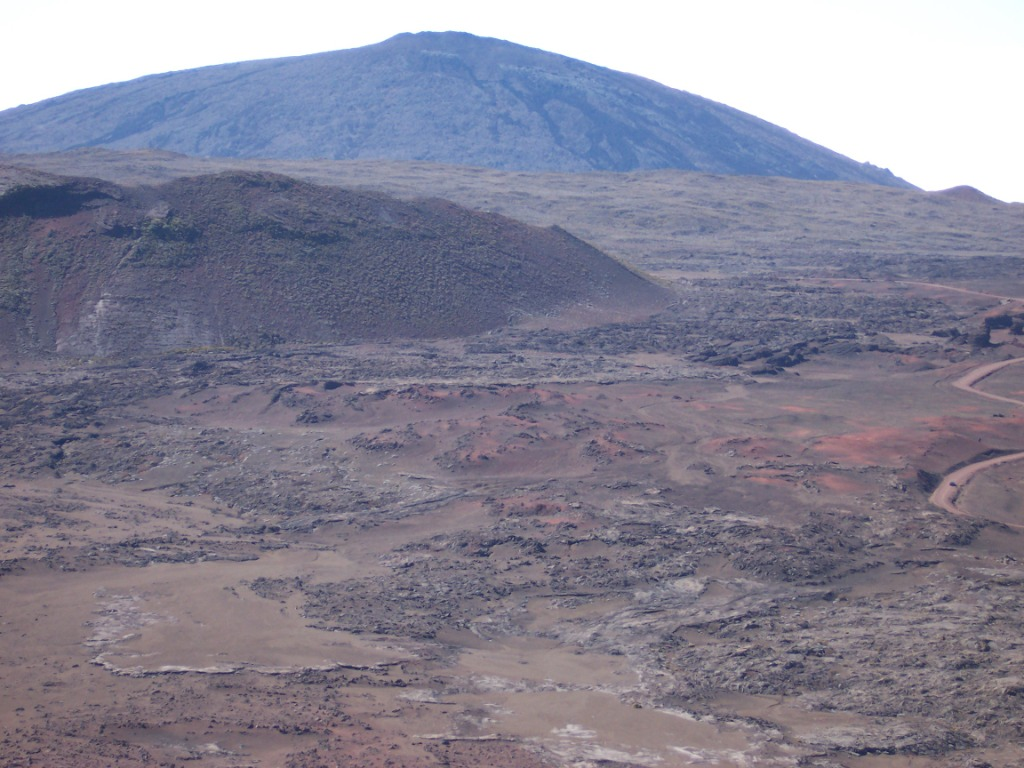
Le sommet du piton de la Fournaise au repos.
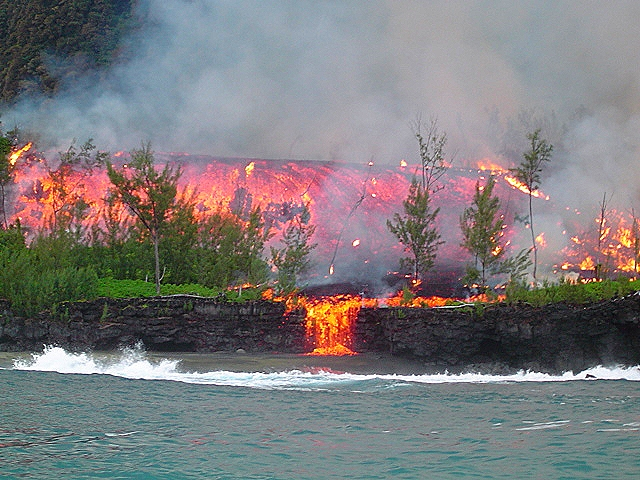
La coulée de 2005 du piton de la Fournaise.
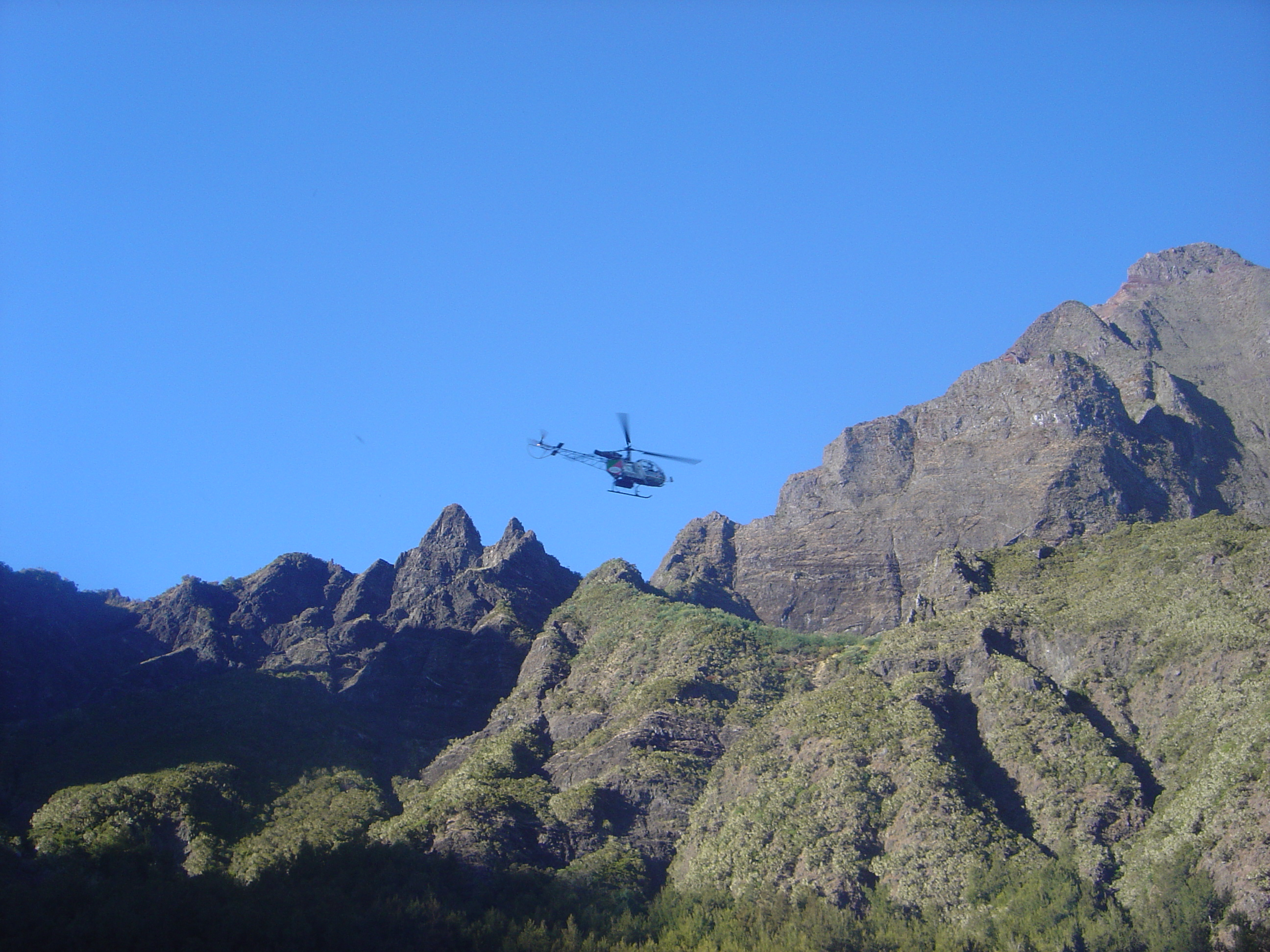
Relief inaccessible de Mafate à Marla.
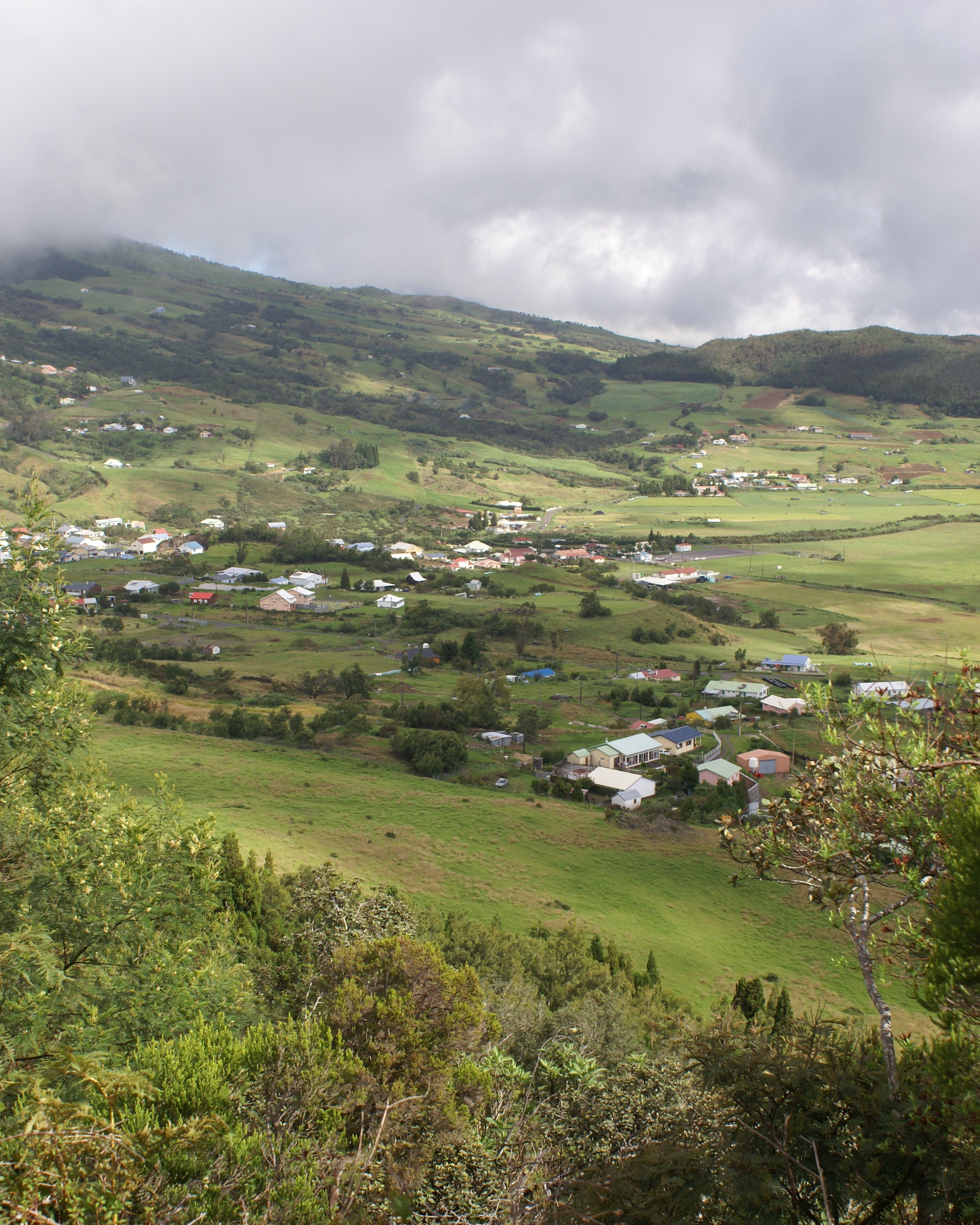
La plaine des Cafres.
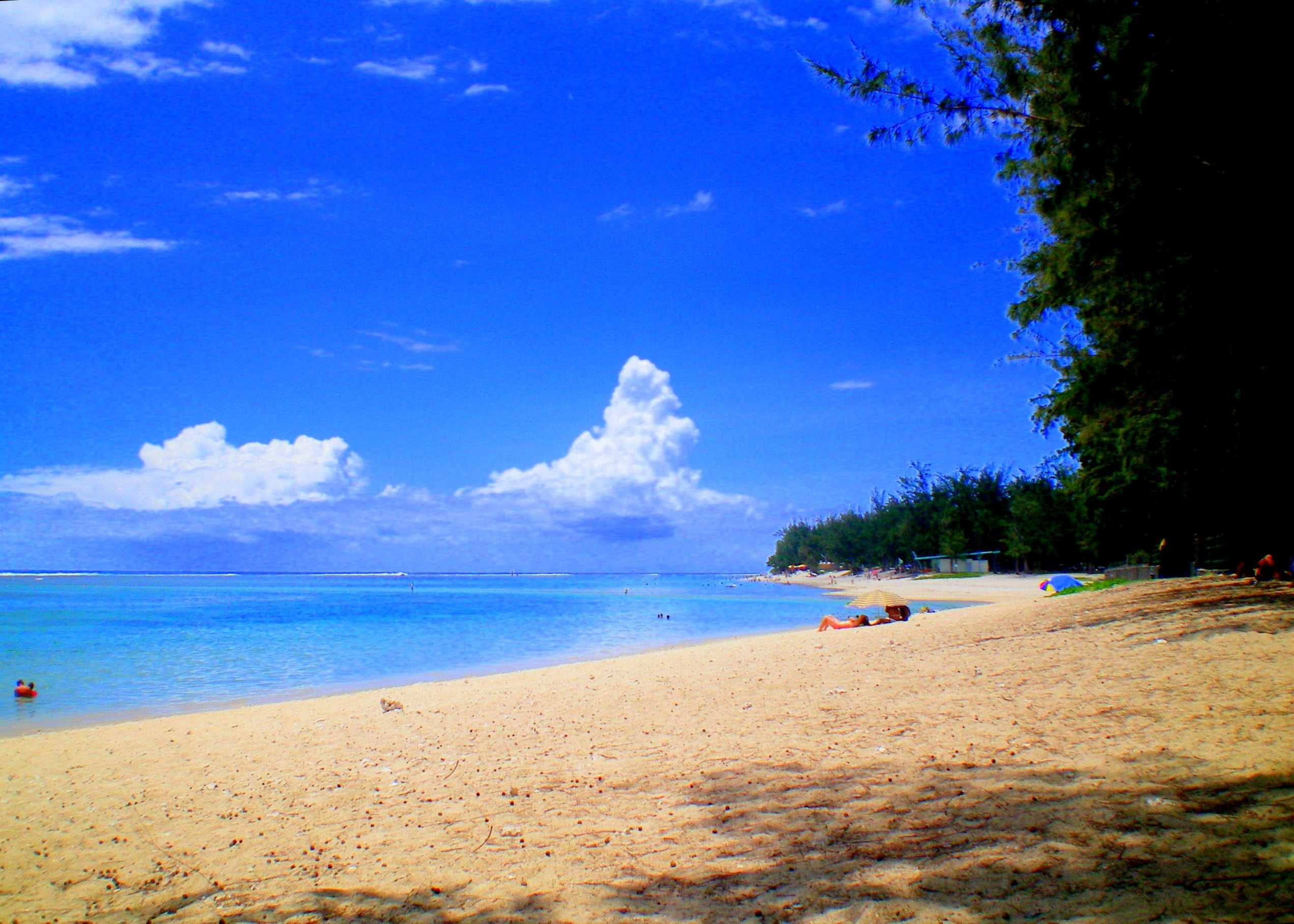
La plage de l'Hermitage dans l'Ouest de l'île.
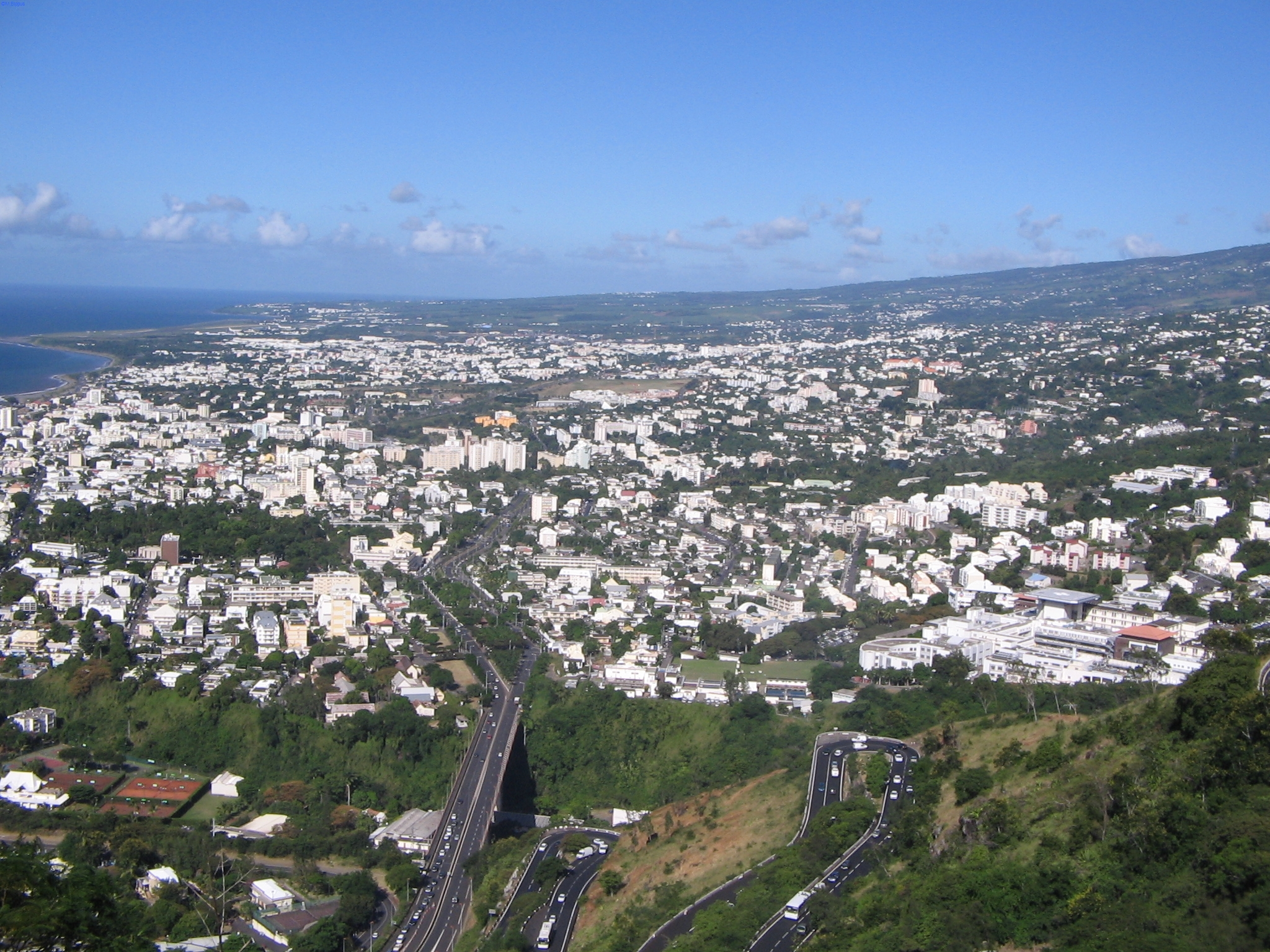
Urbanisation des pentes à Saint-Denis.
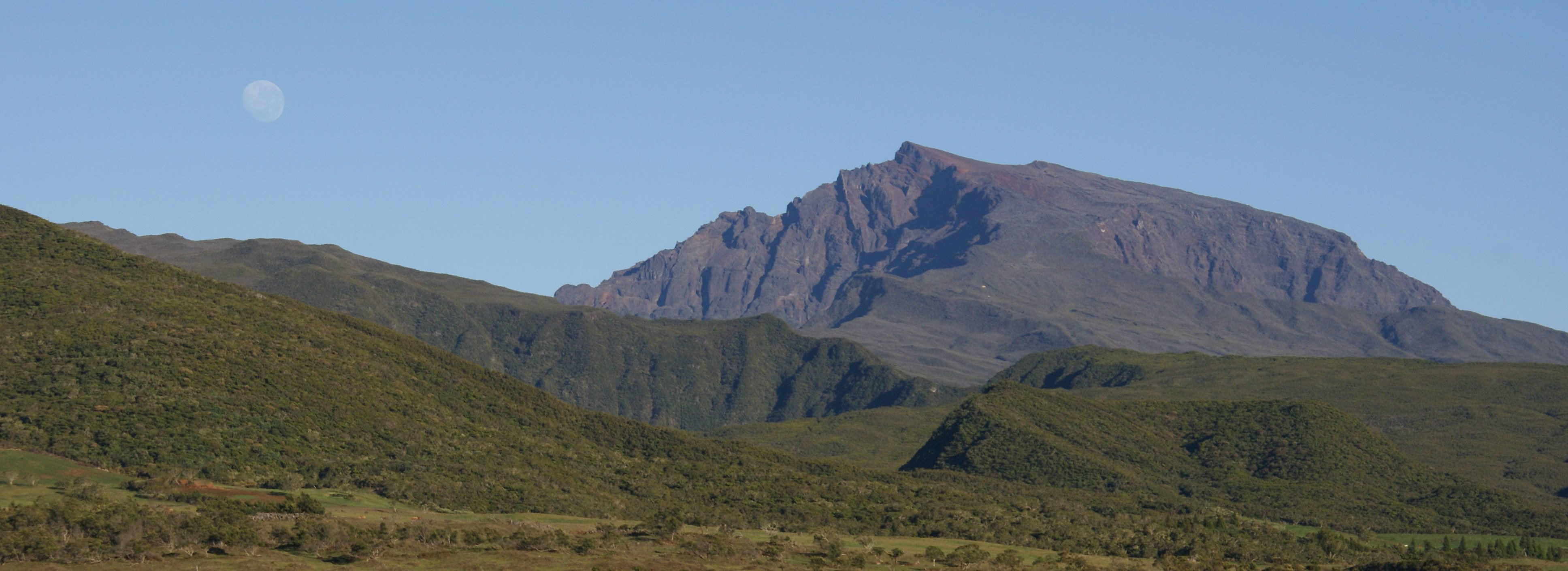
Le piton des Neiges, volcan bouclier et point culminant de La Réunion. Inactif depuis plus de 12 000 ans, il est à l’origine de la formation de l'île.

### Climat

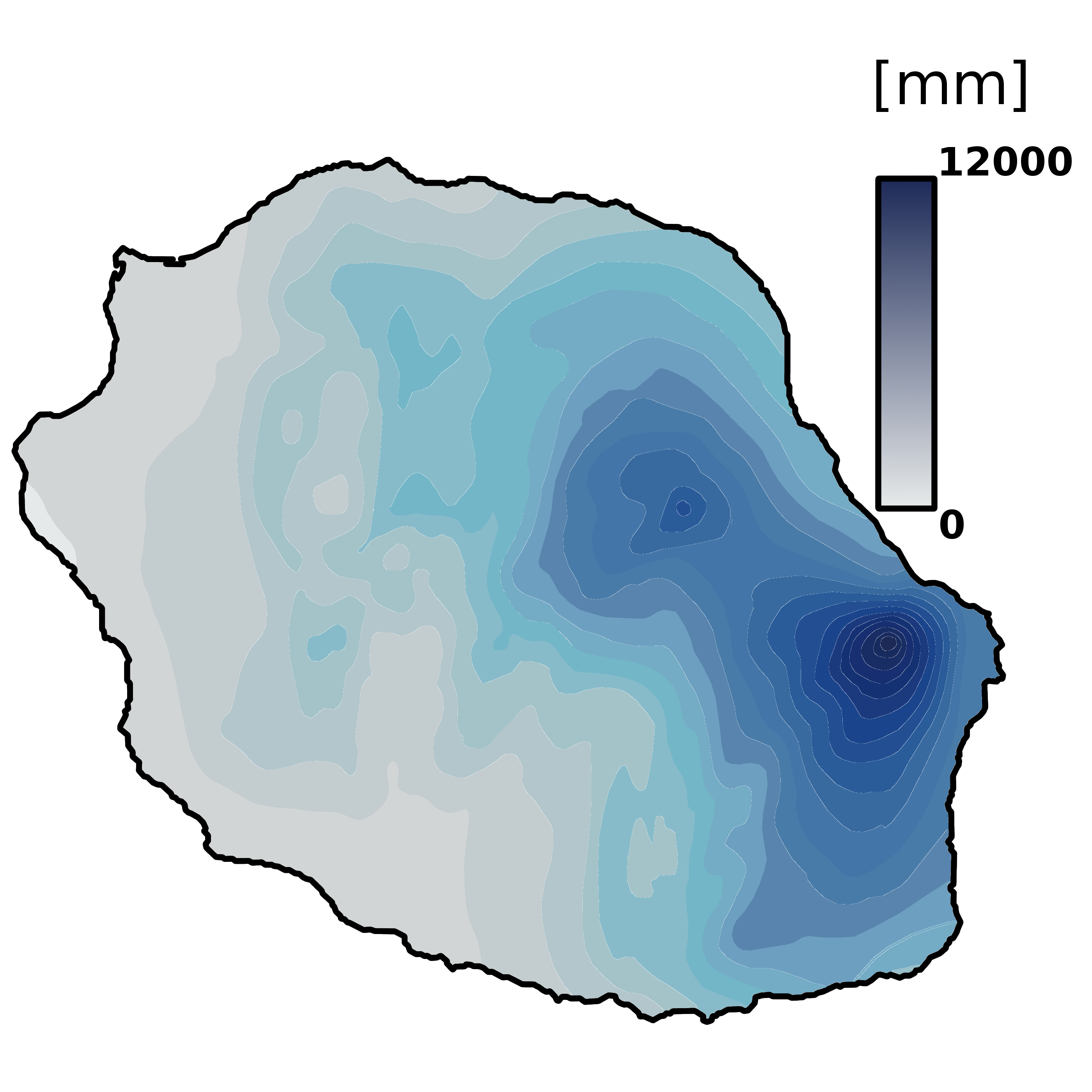
Pluviométrie annuelle moyenne à La Réunion illustrant la forte dissymétrie est/ouest.

La Réunion se caractérise par un climat de type tropical humide tempéré par l'influence océanique des vents d'alizés soufflant d'est en ouest. Le climat réunionnais se distingue par sa grande variabilité particulièrement en raison de l'imposant relief de l'île qui est à l'origine de nombreux microclimats. De ce fait, on relève de fortes disparités, d'une part des précipitations entre la côte-au-vent à l'est et la côte-sous-le-vent à l'ouest, et d'autre part de température entre les zones côtières plus chaudes et les zones d'altitudes relativement fraîches.
Il existe deux saisons marquées à La Réunion, qui se définissent par le régime des précipitations :
- une saison des pluies allant des mois de janvier à mars, au cours de laquelle tombe la majorité des précipitations de l'année ;
- une saison sèche s'étalant de mai à novembre. Néanmoins sur la partie est et les contreforts du volcan, les pluies peuvent être importantes même en saison sèche ;
- les mois d'avril et de décembre sont des mois de transition, parfois très pluvieux mais pouvant également être parfois très secs.

La pointe des Trois Bassins, située sur le littoral de la commune de Trois-Bassins (Ouest), est la station la plus sèche avec une hauteur annuelle normale de précipitations de 447,7 mm, tandis que Le Baril à Saint-Philippe (Sud-Est) est la station côtière la plus arrosée avec une hauteur normale annuelle de 4 256,2 mm. Cependant, le poste le plus arrosé est celui des hauts de Sainte-Rose avec une moyenne annuelle de précipitation atteignant près de 11 000 mm, ce qui en fait l'un des endroits les plus pluvieux du monde.
Les températures se caractérisent par leur grande douceur tout au long de l'année. En effet l'amplitude thermique d'une saison à l'autre est relativement faible (ne dépassant rarement 10 °C) bien que sensible :
- en saison chaude (novembre à avril) : les minimums moyens varient généralement entre 21 et 24 °C, et les maximums moyens entre 28 et 31 °C, sur la côte. À 1 000 m, les minimums moyens fluctuent de 10 à 14 °C et les maximums moyens de 21 à 24 °C ;
- en saison fraîche (mai à octobre) : les températures varient au niveau de la mer, de 17 à 20 °C pour les minimums moyens et de 26 à 28 °C pour les maximums moyens. À 1 000 m, les minimums moyens oscillent de 8 à 10 °C et les maximums moyens de 17 à 21 °C[24].

Dans les bourgs de montagne, comme à Cilaos ou à La Plaine-des-Palmistes, les températures moyennes oscillent entre 12 °C et 22 °C. Les zones d'habitat les plus élevées et les espaces naturels d'altitude peuvent connaître quelques gelées hivernales. De la neige a même été observée sur le piton des Neiges ainsi que le piton de la Fournaise en 2003 et 2006.
Alors qu'un nombre croissant d'îles (dont « non-souveraines ») se sentent dans le monde concernées par les effets du changement climatique, la Réunion a été choisie (avec Grande Canarie en Espagne) comme exemple pour une étude de cas de territoire ultraeuropéen périphérique concerné, pour une étude sur l'adéquation des outils de planification urbaine et régionale aux besoins et aux caractéristiques de ces îles (dont en fonction de l'utilisation des sols et de la densité démographique et du cadre réglementaire). Ce travail a confirmé que les pressions d'utilisation des sols urbains et périurbains y sont élevées, et que les stratégies d'adaptation sont incomplètement intégrées dans la planification de l'utilisation des sols. Selon l'Institute of Island Studies, il y a dysfonctionnement : « les  outils de planification insulaire ne prennent généralement pas en compte l'adaptation au changement climatique et une gestion excessive descendante est observée dans le processus de prise de décision ».

### Cyclones
La Réunion est située dans le bassin de formation des cyclones tropicaux du Sud-Ouest de l'océan Indien : durant la saison cyclonique, qui s'étend officiellement de novembre à avril, l'île peut être frappée par des cyclones dont les vents dépassent les 200 km/h et apportent des précipitations diluviennes. Le Centre météorologique régional spécialisé (CMRS) de La Réunion est habilité par l'Organisation météorologique mondiale (OMM) depuis 1993, à surveiller de manière permanente l'activité cyclonique tropicale sur tout le bassin sud-ouest de l'océan Indien. 15 pays membres de la zone sont ainsi placés sous sa responsabilité.
| Liste des cyclones mémorables depuis la départementalisation à La Réunion, | Liste des cyclones mémorables depuis la départementalisation à La Réunion, | Liste des cyclones mémorables depuis la départementalisation à La Réunion, | Liste des cyclones mémorables depuis la départementalisation à La Réunion, | Liste des cyclones mémorables depuis la départementalisation à La Réunion,          | Liste des cyclones mémorables depuis la départementalisation à La Réunion,                                             | Liste des cyclones mémorables depuis la départementalisation à La Réunion, |
| -------------------------------------------------------------------------- | -------------------------------------------------------------------------- | -------------------------------------------------------------------------- | -------------------------------------------------------------------------- | ----------------------------------------------------------------------------------- | --- | --- |
| Nom                                                                        | Date                                                                       | Intensité (catégorie australienne)                                         | Passage au plus près                                                       | Pluies maxi relevées                                                                | Vents maxi relevés | Dégâts |
| Cyclone de 1948 (non baptisé)                                              | 26/01/1948                                                                 | Cyclone tropical très intense (5/5)                                        | 30 km à l'ouest                                                            | 1 129 mm à Grand Bassin                                                             | Probablement > 300 km/h                                                                                                | Considéré comme le cyclone « du siècle », il causa la mort de 165 personnes. Les cultures furent dévastées. Près de 3 milliards de francs CFA de dégâts. |
| Jenny                                                                      | 28/02/1962                                                                 | Cyclone tropical intense (4/5)                                             | sur l'île                                                                  |                                                                                     | 248 km/h à Gillot | 36 décès, 13 000 sans-abris. |
| Denise                                                                     | 08/01/1966                                                                 | Cyclone tropical (3/5)                                                     | sur l'île                                                                  | 1 144 mm en 12 h – 1 825 mm en 24 h à Foc-Foc (records mondiaux)                    | 180 km/h au Chaudron                                                                                                   | 3 décès, inondations, routes coupées. |
| Hyacinthe                                                                  | 18, 24 et 27/01/1980                                                       | Cyclone tropical (3/5)                                                     | 60 km au sud                                                               | 5 678 mm en 10 jours – 6 083 mm en 15 jours au cratère Commerson (records mondiaux) | 137 km/h à Gillot | Cyclone atypique, Hyacinthe s'est approché à 3 reprises de l'île. Il causa 25 décès. Les pluies continues durant 15 jours ont fait tomber plusieurs records mondiaux encore en vigueur aujourd'hui. |
| Clotilda                                                                   | 13/02/1987                                                                 | Cyclone tropical (3/5)                                                     | sur l'île                                                                  | 1 504 mm en 24 h au cratère Commerson                                               | 173 km/h à Gillot. Probablement > à 200 km/h localement                                                                | 9 décès, pluies importantes, marée de tempête à Saint-Gilles, 120 habitations détruites. |
| Firinga                                                                    | 29/01/1989                                                                 | Cyclone tropical (3/5)                                                     | sur l'île                                                                  | 1 309 mm en 24 h au gîte du Volcan                                                  | 216 km/h à Saint-Pierre                                                                                                | 4 décès, 60 blessés. Le Sud de l'île est la région la plus durement touchée. 618 sans-abris. |
| Colina                                                                     | 19/01/1993                                                                 | Cyclone tropical (3/5)                                                     | sur l'île                                                                  | 894 mm en 24 h à Mafate                                                             | 205 km/h à la Plaine-des-Palmistes                                                                                     | 2 décès, 85 000 foyers sans électricité. Dégâts importants sur les cultures et infrastructures routières notamment. |
| Dina                                                                       | 21/01/2002                                                                 | Cyclone tropical intense (5/5)                                             | 65 km au nord-ouest                                                        | 1 317 mm en 24h à Grand-Ilet – 1 610 mm en 48 h à Salazie                           | 277 km/h au Maïdo (rafale maxi officiellement mesurée sur l'île) ; 220 km/h à la plaine des Cafres ; 187 km/h à Gillot | Aucune victime mais des dégâts matériels considérables. La Réunion a échappé de peu aux conditions les plus paroxysmiques (le mur de l’œil passant à 27 km du Port). On estime que la vitesse des vents aurait été > de 50 km/h en cas d'impact direct du mur de l'œil.                                          |
| Gamède                                                                     | 25 et 27/02/2007                                                           | Cyclone tropical (3/5)                                                     | 230 km au nord                                                             | 3 930 mm en 72 h – 4 936 mm en 96 h au cratère Commerson (records mondiaux)         | 223 km/h au Colorado ; 162 km/h à la Petite France                                                                     | 2 décès, 91 blessés, effondrement du pont de la rivière Saint-Étienne, 100 millions d'euros de dégâts. À l'image de Hyacinthe 27 ans plus tôt, Gamède s'approche 2 fois de l'île. Elle restera sous l'influence du météore durant 5 jours au cours desquels deux records mondiaux de pluviométrie seront battus. |
| Garance                                                                    | 28/02/2025                                                                 | Cyclone tropical intense (4/5)                                             | Frappe directe                                                             | 500 mm en moins de 24 h                                                             | 234 km/h au Piton Sainte-Rose                                                                                          | 4 décès, dégâts sévères aux édifices, cultures et routes. |

## Environnement et patrimoine naturel

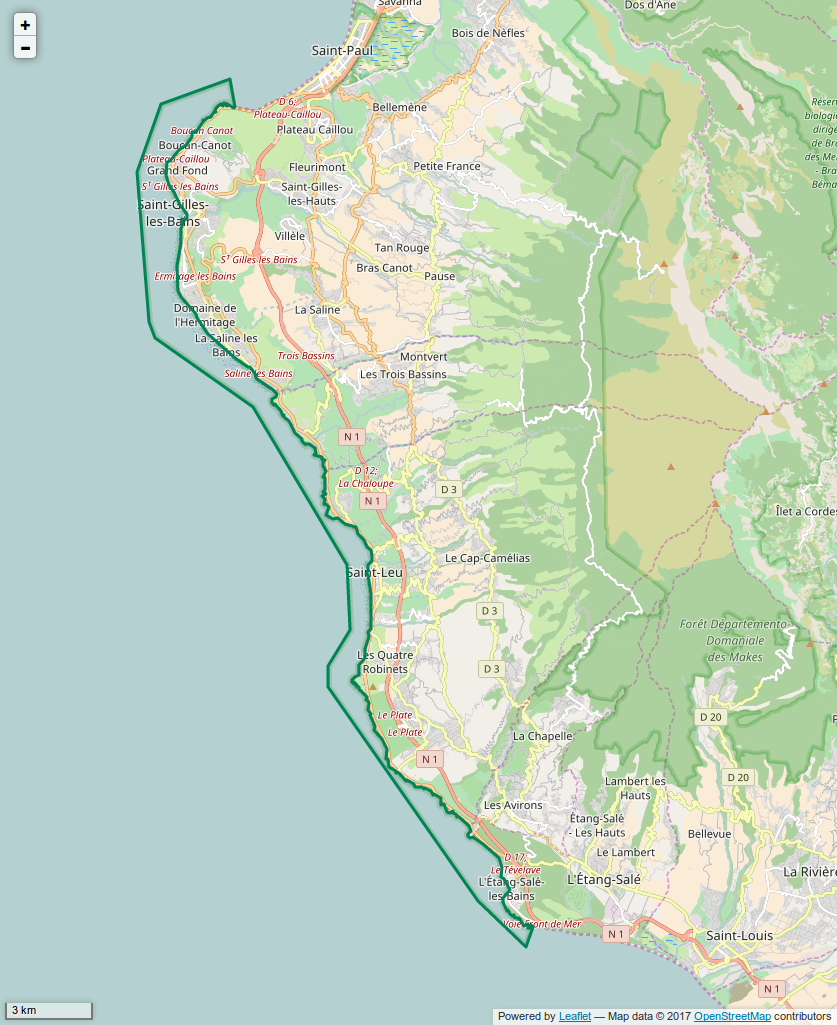
Périmètre de la réserve naturelle marine de La Réunion.

La Réunion possède une faune et une flore variées, bien que localement menacée par des espèces introduites devenues invasives. Contrairement à la Guyane, on n'y trouve aucun grand mammifère sauvage (jaguar ou autres fauves par exemple). En revanche, de nombreuses espèces endémiques y sont répertoriées. Souvent menacées, comme leur habitat par la périurbanisation, elles font l’objet de plans de sauvegarde.
Net-Biome est un projet coordonné par la région Réunion et aidé par la Commission européenne pour mettre en réseau (à partir de 2008) les politiques publiques de recherche dans le domaine de la restauration et gestion durable de la biodiversité tropicale et subtropicale dans les sept régions ultrapériphériques et la quasi-totalité des pays et territoires d’outre-mer de l'Union européenne. Il s'appuiera notamment sur :
- le parc national de La Réunion ;
- la réserve naturelle marine de La Réunion.

En 2009, une liste des espèces menacées a été établie dans le cadre d'une mission pilotée par l'Union internationale pour la conservation de la nature, le muséum national d'histoire naturelle et en partenariat avec la direction régionale de l'Environnement.
Avec la création du parc national de La Réunion, l'île a été nommée au Patrimoine mondial de l'UNESCO pour ses « Pitons, cirques et remparts » le 2 août 2010.

### Flore

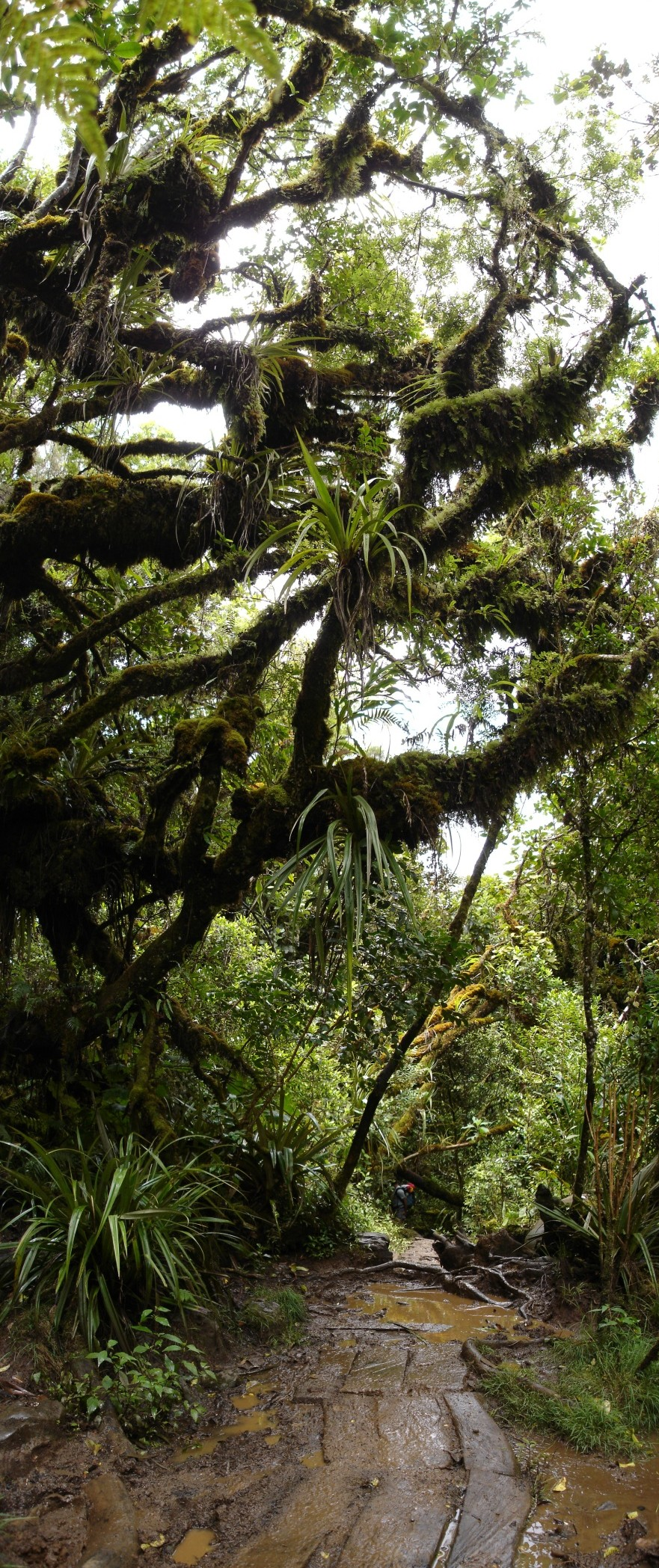
Sentier dans la forêt de Bélouve.

La flore réunionnaise se caractérise par sa diversité, un endémisme élevé et une structure bien spécifique. La flore compte un grand nombre de milieux naturels et d'espèces (jusqu’à 40 espèces d'arbres/ha, par comparaison à une forêt tempérée qui en compte en moyenne 5/ha). Cette diversité est d’autant plus remarquable, mais fragile, qu’elle est différente en fonction des milieux (littoral, basse, moyenne et haute montagne).
On recense à La Réunion un nombre d'espèces endémiques élevé, avec plus de 850 plantes indigènes (arrivées naturellement et présentes avant l'arrivée de l’Homme), dont 232 espèces endémiques de La Réunion (seulement présentes sur l’île), ainsi que de nombreuses espèces endémiques à l’archipel des Mascareignes. La flore réunionnaise se distingue enfin des forêts tropicales équatoriales par une faible hauteur et densité de la canopée, sans doute par adaptation aux cyclones, et une végétation bien spécifique, notamment une forte présence de plantes épiphytes (qui poussent sur d’autres plantes), comme les Orchidaceæ, les Bromeliaceæ, les Cactaceæ, mais aussi les fougères, les lichens et les mousses.
La biodiversité est fortement fragilisée par le changement climatique. En 2023, 41 % des espèces végétales de La Réunion sont classées comme menacées par l'Office français de la biodiversité, contre 30 % en 2010. Les espèces exotiques envahissantes, tel l'ajonc d'Europe, sont le principal facteur à l'origine du recul des espèces végétales endémiques, dont 41 ont disparu.

### Faune

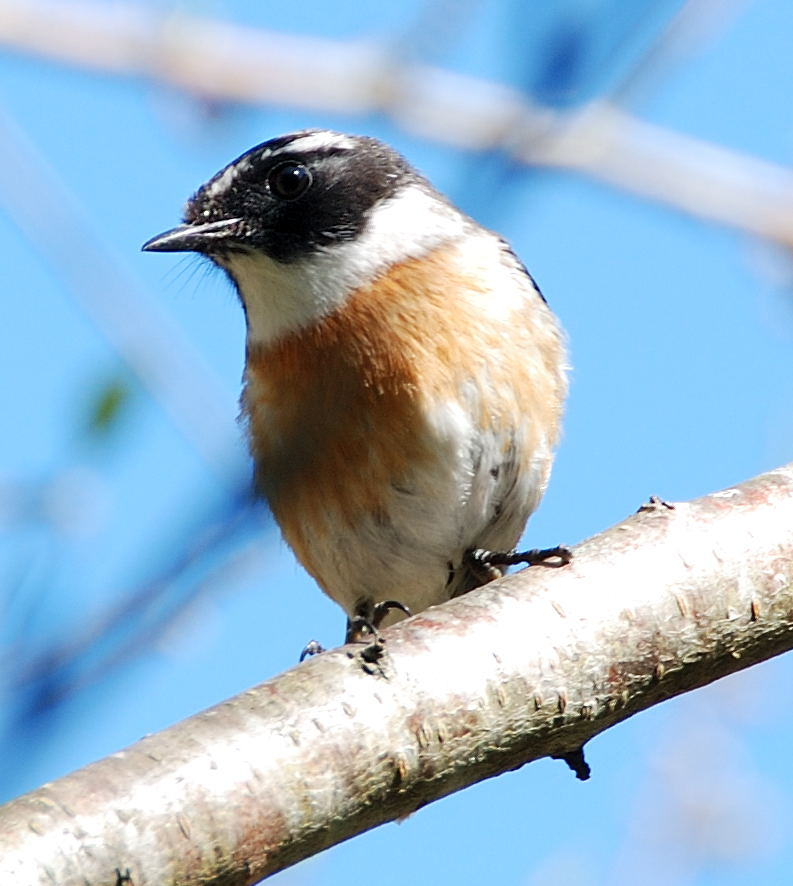
Le Tec-tec, l'un des symboles de l'endémisme animal réunionnais.

La faune se concentre autour des oiseaux, des insectes ou des reptiles, qui comptent de nombreuses espèces endémiques, mais l'île n'accueille pas de grand mammifère et ne compte pas d'animal dangereux sur terre. La faune qui compte le plus d'espèces endémiques est celle des oiseaux, dont certaines espèces sont fortement menacées à l'image du Tuit-tuit, du Pétrel de Barau ou encore du Papangue, et aussi celle des insectes, notamment coléoptères et papillons, encore assez mal connus. Certains animaux, pas nécessairement endémiques, sont aussi devenus des symboles de l’île, à l’image du Paille-en-queue ou de l’Endormi. La Réunion compte assez peu de mammifères, et une seule espèce endémique, le Ti Moloss qui est une micro-chauve-souris (microchiroptères).
La Réunion jouit d'une biodiversité et d'une faune marine très importante, que ce soit dans les récifs et les lagons, mais aussi une riche biodiversité pélagique. On dénombre plus de 1 200 espèces de poissons qui évoluent dans les lagons, les tombants et les grands fonds des eaux réunionnaises.
La réserve naturelle de Saint-Philippe Mare-Longue est l'une des dernières forêts primaires mégathermes hygrophiles de basse altitude de l’archipel des Mascareignes. La Réunion contient beaucoup d'espèces endémiques tel le tuit-tuit.

### Récif de corail

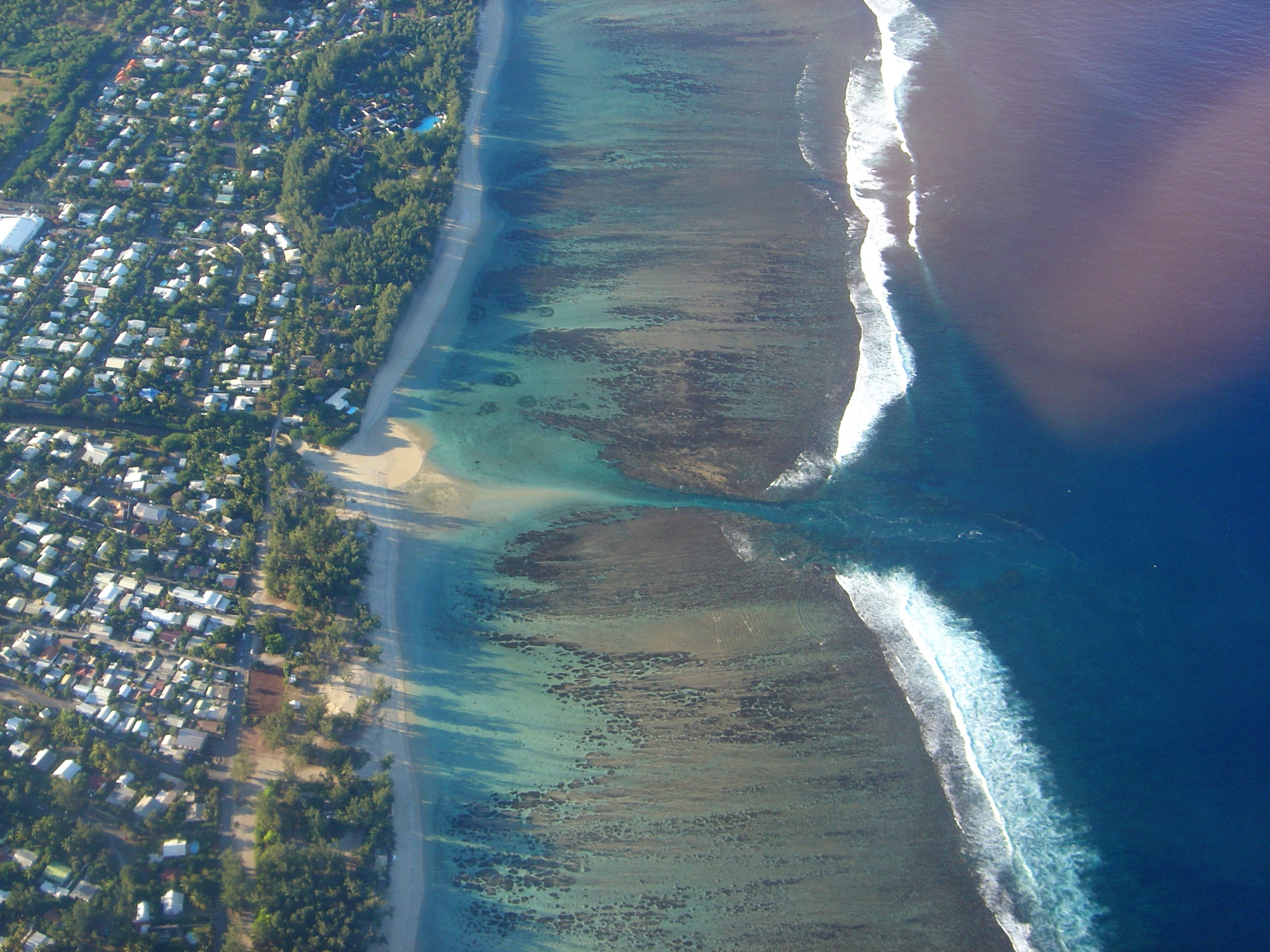
Le lagon de l'Ermitage et sa passe, à Saint-Gilles les Bains.

Comme l'île est relativement jeune (3 millions d'années), les formations coralliennes (âgées de 8 000 ans) sont encore peu développées et occupent une surface faible comparativement à des îles plus anciennes, se présentant pour la plupart sous la forme de récifs frangeants,.
Ces formations délimitent des « lagons » (il s'agit plus précisément de « dépressions d'arrière-récif »,) peu profonds dont le plus grand ne dépasse pas 200 m de large, pour 1 à 2 m de fond environ. Ces lagons, qui forment une ceinture récifale discontinue de 25 km de long (soit 12 % du littoral de l'île) pour une surface totale de 12 km2,, sont situés sur la côte ouest et sud-ouest de l’île. Les plus importants sont ceux de L’Ermitage (St.-Gilles), St.-Leu, L'Étang-Salé et St.-Pierre.

### Biodiversité marine

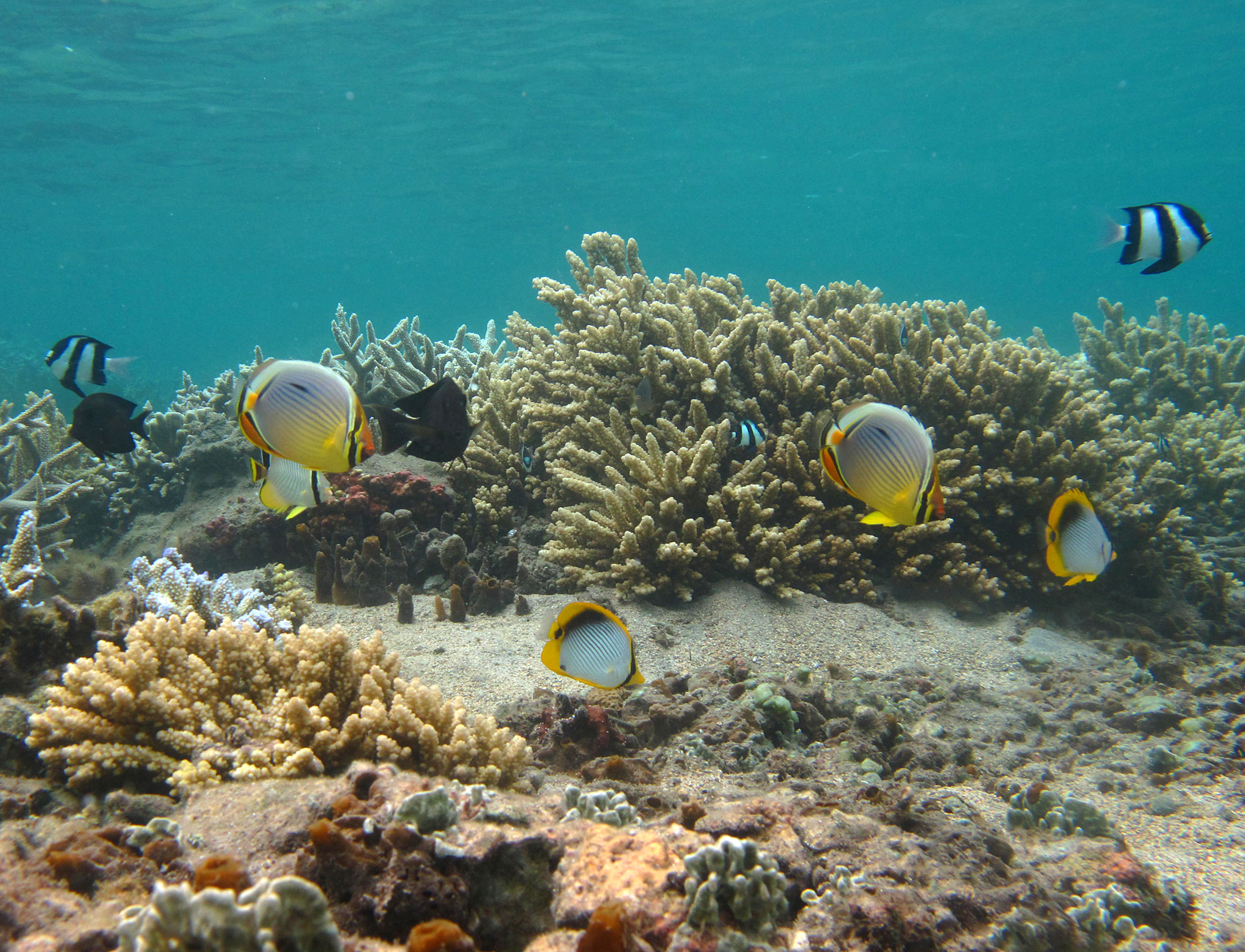
Paysage sous-marin typique du lagon de l'Ermitage, en 2014.

Malgré la faible surface des récifs coralliens, la biodiversité marine de La Réunion est comparable aux autres îles du secteur, qui vaut à l'archipel des Mascareignes son inscription parmi les dix principaux « hot spots » de biodiversité mondiale. Les récifs coralliens, aussi bien au niveau des platiers que des barrières, sont principalement dominés par des espèces de corail branchu à croissance rapide du genre Acropora (famille des Acroporidæ), qui permettent d'héberger et de nourrir de nombreuses espèces tropicales.
Les recherches scientifiques récentes font état de plus de 190 espèces de coraux, plus de 1 300 espèces de mollusques, plus de 500 espèces de crustacés, plus de 130 espèces d'échinodermes et plus de 1 000 espèces de poissons.
Les eaux plus profondes de La Réunion accueillent des dauphins, orques, baleines à bosse, baleines bleues et les espèces de requins sont variées ; parmi celles-ci : le requin-baleine, le requin-corail, le requin-bouledogue, le requin-tigre, le requin à pointes noires et le grand requin blanc. Plusieurs espèces de tortues marines y vivent et s'y reproduisent. De nombreuses attaques de requin ont eu lieu à La Réunion et la baignade est interdite en dehors des zones sécurisées.

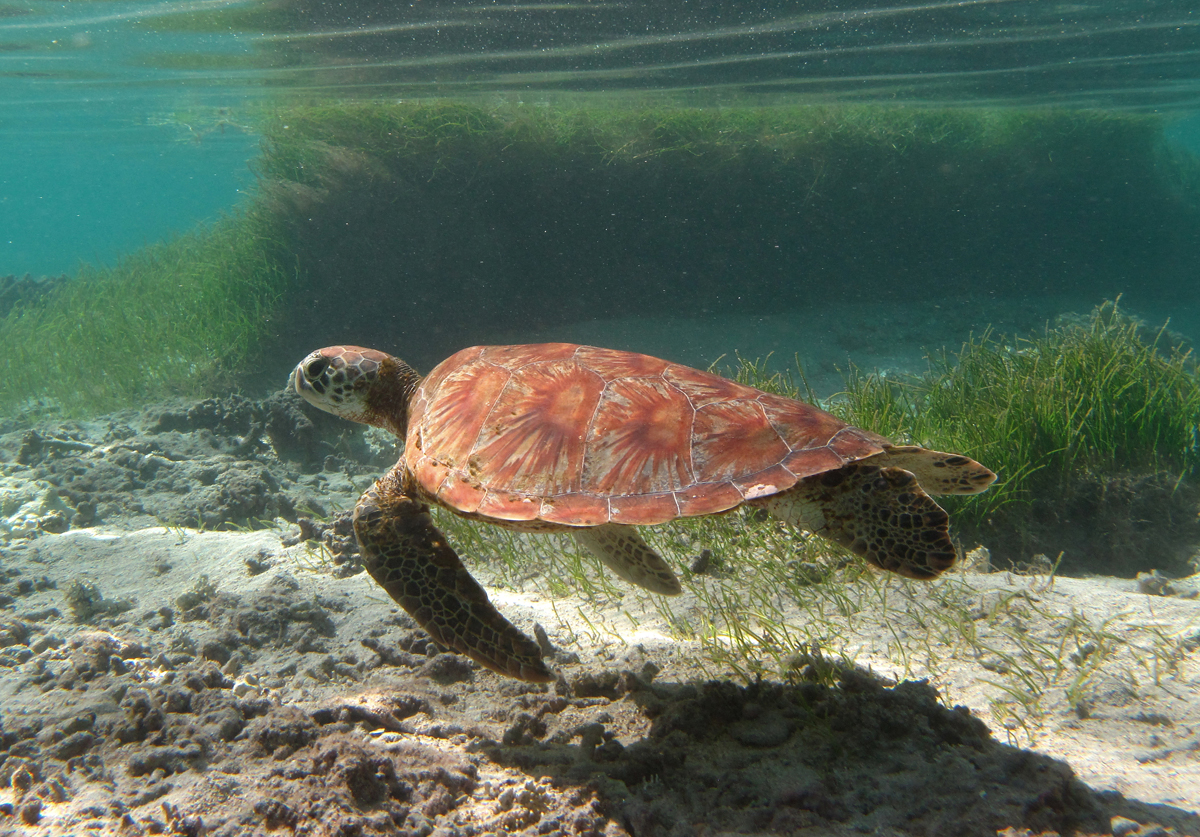
Tortue verte immature (Chelonia mydas).
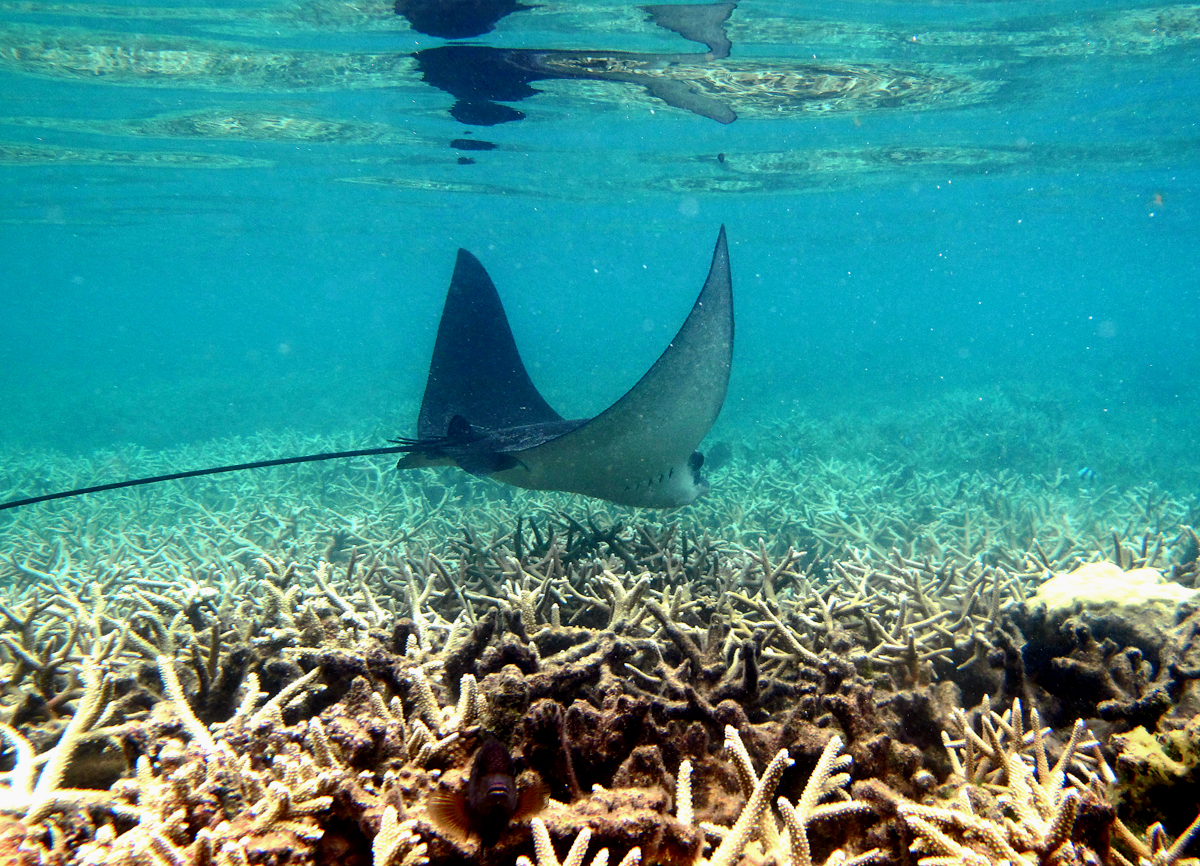
Raie aigle (Myliobatis aquila), survolant le corail.
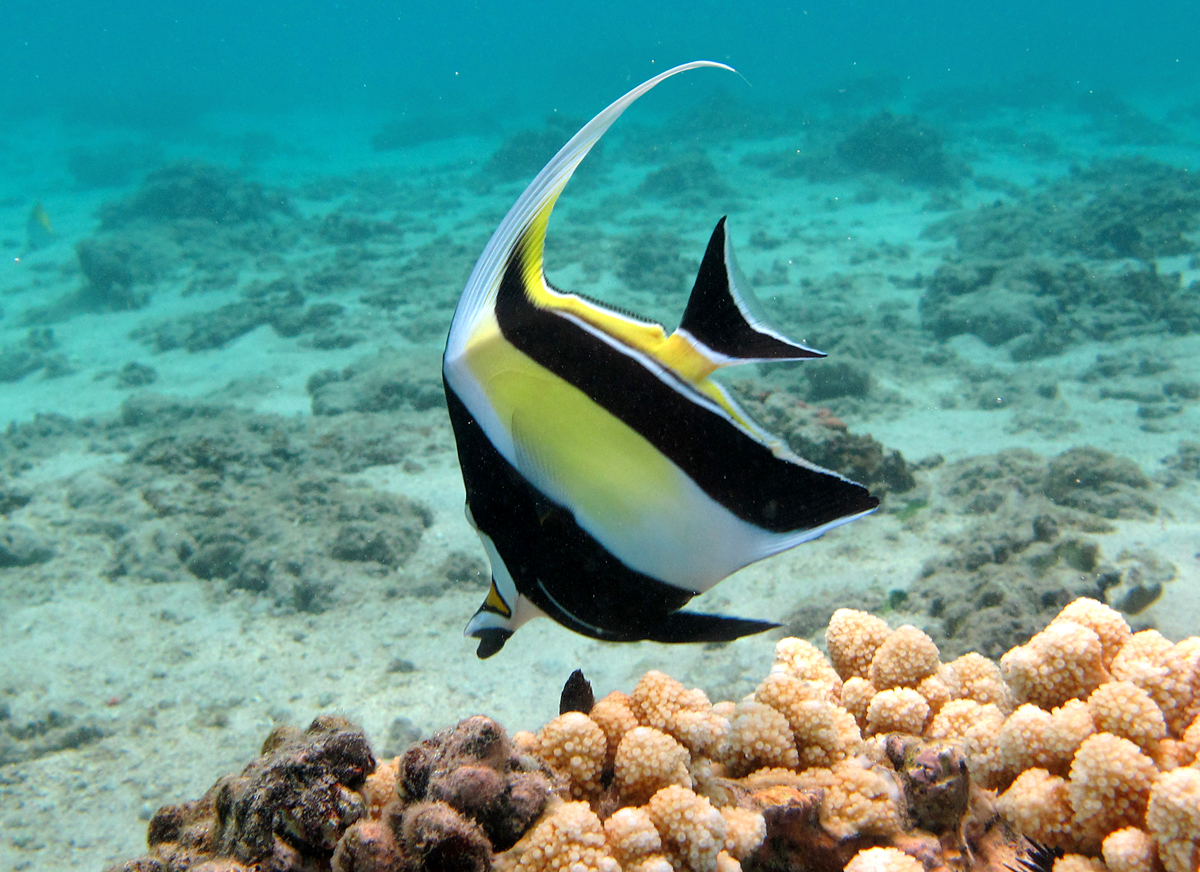
Idole des Maures (Zanclus cornutus).
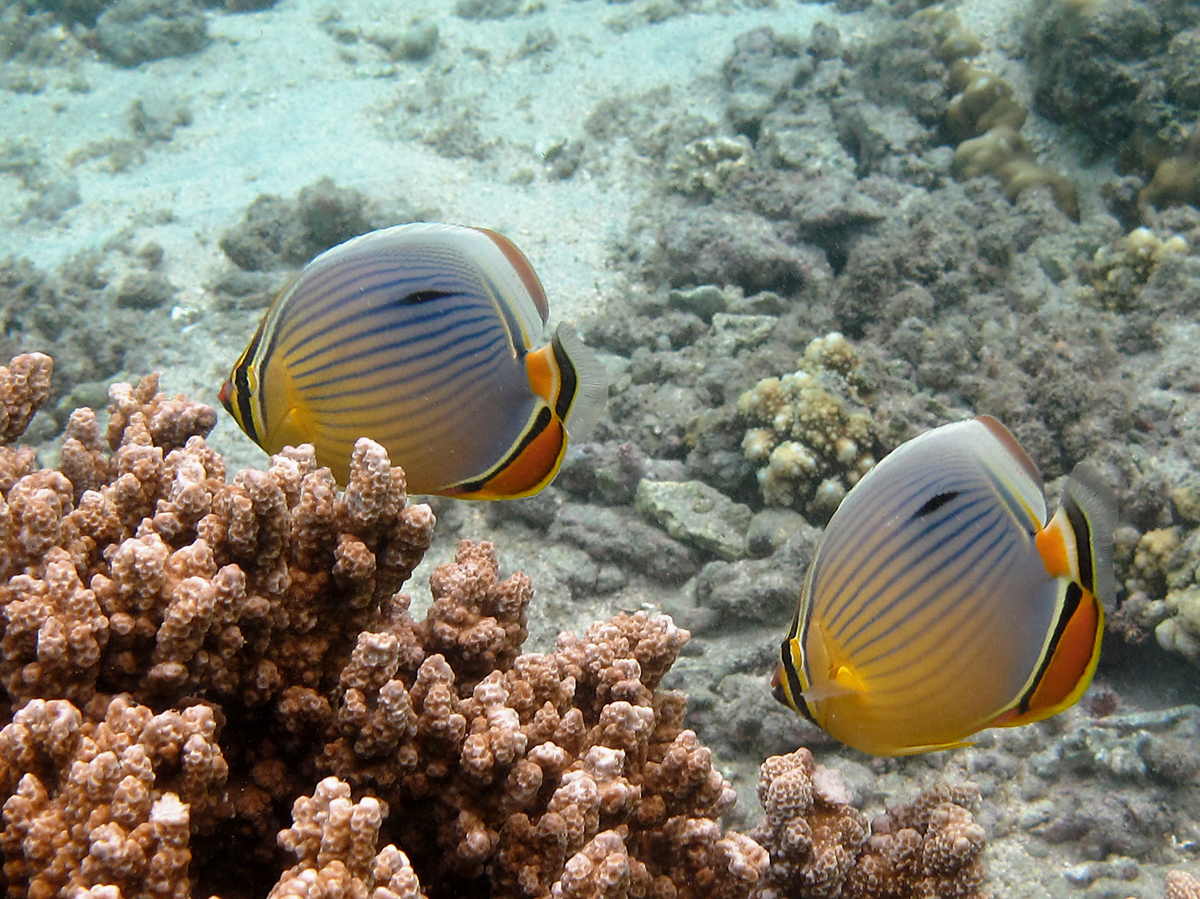
Deux poissons-papillon à trois bandes (Chætodon trifasciatus).
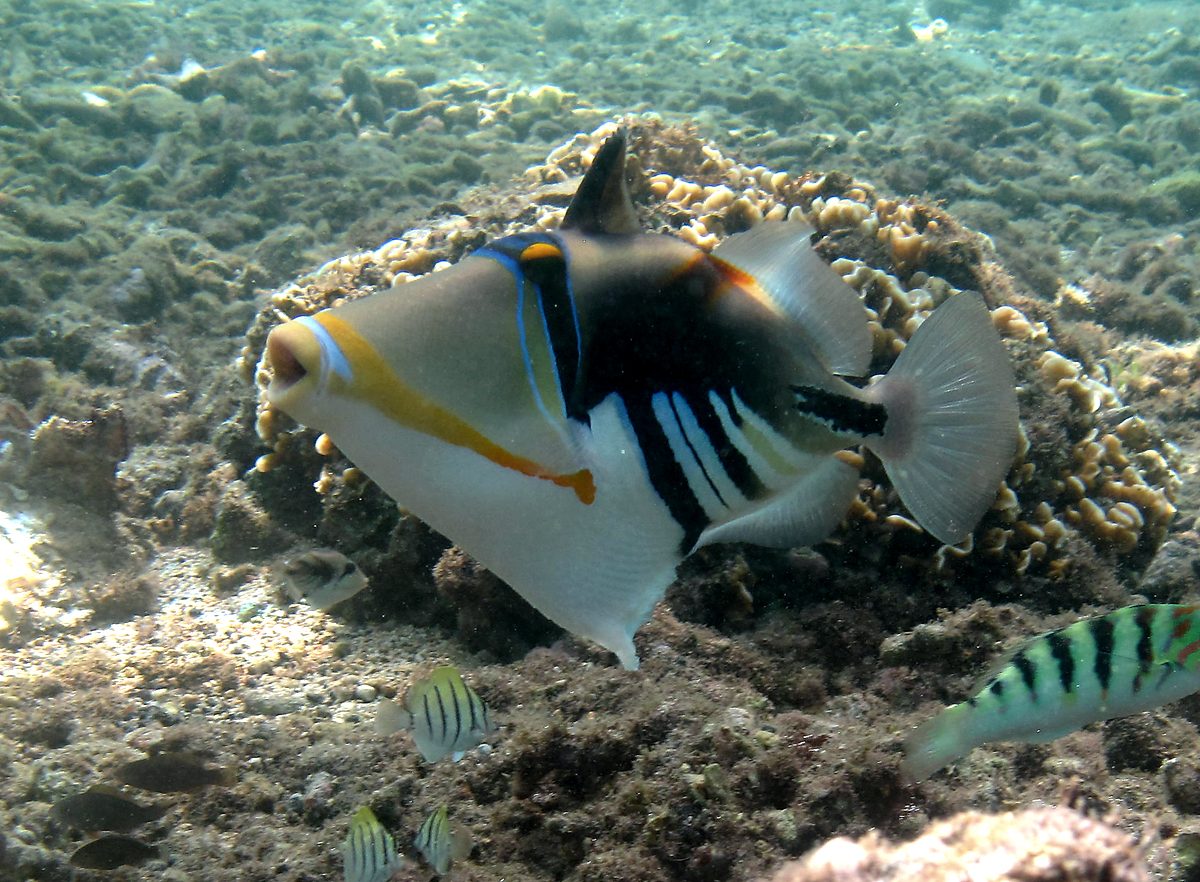
Un baliste Picasso (Rhinecanthus aculeatus).
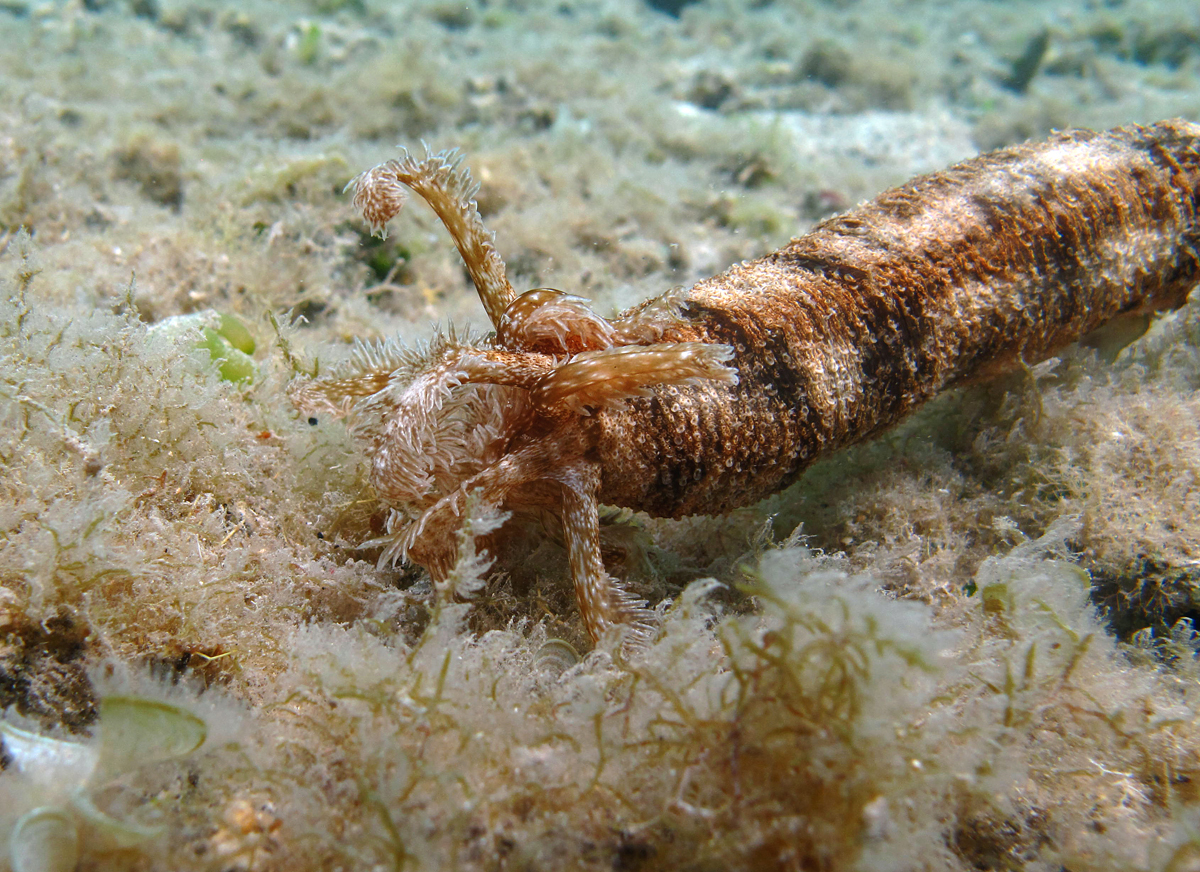
« Cordon mauresque » (Synapta maculata).

### Biodiversité, pressions et conservation

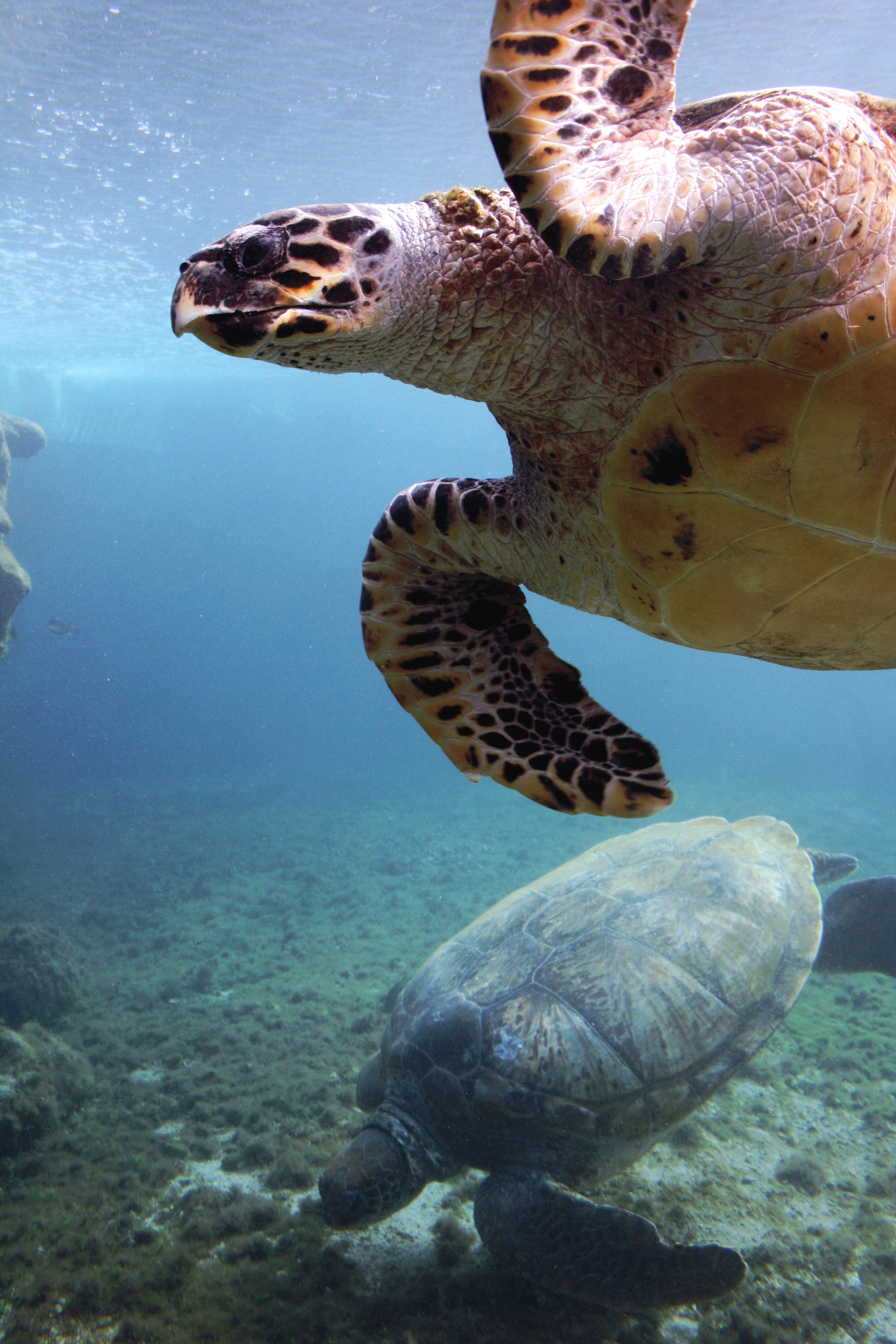
Des tortues marines à Kélonia, un aquarium public de Saint-Leu.

Parmi les écosystèmes côtiers, les récifs coralliens comptent parmi les plus riches en matière de biodiversité, mais ils sont aussi les plus fragiles.
Près d’un tiers des espèces de poissons était déjà considéré comme menacé ou vulnérable en 2009, avec un corail en dégradation en plusieurs endroits. Les causes de cet état de fait sont la pollution, la surpêche et le braconnage ainsi que la pression anthropique, notamment liée à la densification de l’urbanisation des zones côtières et au rejet des eaux usées.
104 espèces vivant sur l'île de La Réunion étaient inscrites sur la liste rouge éditée par l'Union internationale pour la conservation de la nature (UICN) au 12 septembre 2008. Elles étaient 51 en 2007.
Sur cette liste on trouvait :
- Vertébrés :
  - Mammifères ; 6 espèces dont :
    - La roussette noire

  - Oiseaux ; 6 espèces dont :
    - Le canard de Meller,
    - Le Papangue,
    - Le pétrel de Barau,
    - Le pétrel noir de Bourbon,
    - Le tuit-tuit.

  - Poissons ; 6 espèces ;
- Invertébrés
  - Mollusques ; 14 espèces.
  - Insectes, Coléoptères ; 1157 espèces dont 434 espèces endémiques [53].
- Autres :
  - Plantes : 15 espèces ;
  - Coraux : 56 espèces.

Le caractère insulaire de La Réunion la rend vulnérable au dérèglement climatique et implique une stratégie d'adaptation, à laquelle une trame verte et bleue peut contribuer.

## Histoire

### Découverte et les premiers habitants
Il est possible que les explorateurs austronésiens qui sillonnaient l'océan Indien depuis l'Indonésie jusqu'à Madagascar et l'Afrique bien des siècles avant J.-C., aient repéré les îles des Mascareignes et donc l'île de La Réunion. Plus tard, au Xe siècle apr. J.-C., des navigateurs arabes découvrent l'île de La Réunion et la nomment « Dîna morgabin ».
L’île semblait totalement inhabitée lors de l'arrivée des navires portugais du XVIe siècle en route vers les Indes.
Un navigateur portugais, Diogo Dias, y aurait débarqué en juillet 1500. Un autre navigateur portugais, Pedro de Mascarenhas y débarque le 9 février 1512 ou 1513, jour de la Sainte-Apolline, alors qu’il est sur la route de Goa. L’île apparaît ensuite sur des cartes portugaises sous le nom de Santa Apolonia. Vers 1520, La Réunion, l'île Maurice et Rodrigues sont appelées archipel des Mascareignes, du nom de Mascarenhas. Aujourd’hui, ces trois îles sont couramment appelées les Mascareignes.
Au début du XVIIe siècle, l’île est une escale sur la route des Indes pour les bateaux anglais et néerlandais. Le 23 mars 1613, l’amiral néerlandais Pierre Guillaume Verhuff (Pieter Willemsz Verhoeff en néerlandais), de retour de Java, fait escale à La Réunion. Un navigateur anglophone baptise par ailleurs l’île encore inhabitée England's forest.
Les Français y ont ensuite débarqué pour en prendre possession au nom du roi en 1642 et l’ont baptisée île Bourbon, du nom de la famille royale. En 1646, douze mutins chassés de Madagascar sont abandonnés à La Réunion.
C'est en 1665 qu'arrivent les vingt premiers colons de l'île de Bourbon. Cinq navires composaient l’escadre commandée par M. Véron : L’Aigle blanc, La Vierge, le Bon port, Le Saint-Paul et Le Taureau. Le navire amiral battait pavillon de la Compagnie des Indes orientales. La Loire charriait encore des glaçons quand la flotte quitta le quai de la Fosse à Nantes dans les premiers jours de février 1665. Prenant la direction des ports et des établissements de la côte de Malabar et du golfe de Bengale, elle arriva à l'île Bourbon le 9 juillet 1665. La traversée fut marquée par une tragédie, qui fit douze victimes, lors de l’escale au Cap-Vert le Jeudi saint, le 4 mars 1665. Le 11 avril suivant, ayant rendu à ses morts un dernier hommage, la flotte remit à la voile. « Elle continua son voyage sans accident », note le chroniqueur Urbain Souchu de Rennefort.
Parmi les vingt colons venus de France, on note la présence d'Hervé Dannemont (devenu Dennemont), né le 17 décembre 1635 à Brix (Manche), fils de Jacques Dannemont, maître verrier, et de Marie Lecarpentier. Il a épousé vers 1668 à Saint-Paul, Léonarde Pillé, originaire de Granville. Hervé Dennemont serait décédé le 16 novembre 1678. Les Dannemont de Normandie sont représentés, aujourd'hui, par une trentaine de familles sur l'île de La Réunion. On les trouve également à l'île Maurice mais aussi à Madagascar. En Normandie, la famille s'est éteinte au XVIIIe siècle, le nom ayant muté en Dalmont (sa descendance est bien connue grâce à Camille Ricquebourg, auteur du Dictionnaire généalogique des familles de Bourbon).
Françoise Châtelain est arrivée pendant cette période et est à l’origine de plusieurs familles connues de Bourbon.
À partir de 1715, l’île connaît un important essor économique avec le développement de la culture et de l’exportation du café. Cette culture a été à l’origine du développement considérable de l’esclavage dans la colonie. Bertrand-François Mahé de La Bourdonnais, gouverneur de l’île de 1735 à 1745, a apporté une dimension stratégique au développement de l’île, devenue pourvoyeuse en vivres de l'Isle de France (aujourd’hui île Maurice) et de la flotte française engagée dans la guerre franco-anglaise des Indes. Citons également le rôle de l’intendant Pierre Poivre, qui a considérablement enrichi la flore locale et diversifié les ressources agricoles par l'introduction de très nombreuses espèces tropicales, et notamment le girofle et la noix de muscade dont le commerce fut florissant au XVIIIe et début du XIXe siècle.

### Révolution et début duXIXesiècle
Le 19 mars 1793, pendant la Révolution, son nom devient « île de La Réunion » pour effacer le nom de la dynastie des Bourbons. 
L'abolition de l'esclavage votée par la Convention nationale le 4 février 1794 se heurte au refus de son application par La Réunion, comme par l'Isle de France (île Maurice). Une délégation accompagnée de forces militaires, chargée d'imposer la libération des esclaves, arrive à l'Île de Bourbon le 18 juin 1796 pour se voir aussitôt expulsée sans ménagements. Il s'ensuit une période de troubles et de contestations du pouvoir de la métropole qui n'a plus aucune autorité sur les deux îles. Le Premier consul de la République, Napoléon Bonaparte, y maintient l’esclavage, qui n’avait jamais été aboli dans la pratique, par la loi du 20 mai 1802.
Le 26 septembre 1806, l’île prend le nom d'île Bonaparte et se retrouve en première ligne dans le conflit franco-anglais pour le contrôle de l’océan Indien.
Pendant les guerres napoléoniennes, lors de la campagne de Maurice, le gouverneur de l'île Bonaparte, le général Sainte-Suzanne, est contraint de capituler le 9 juillet 1810. L’île passe alors sous domination britannique, puis est rétrocédée aux Français lors du traité de Paris en 1814.
Après les catastrophes climatiques de 1806-1807 (cyclones, inondations), la culture du café décline rapidement et est remplacée par la culture de la canne à sucre, dont la demande métropolitaine augmente, du fait de la perte par la France de Saint-Domingue (actuelle Haïti), et bientôt de l'île de France (île Maurice). Du fait de son cycle de croissance, la canne à sucre est en effet insensible à l’effet des cyclones. Survenue en 1841, la découverte d’Edmond Albius sur la pollinisation manuelle des fleurs de la vanille permet bientôt à l’île de devenir le premier producteur mondial de vanille. Essor également de la culture du géranium dont l’essence est très utilisée en parfumerie.
De 1838 à 1841, le contre-amiral Anne Chrétien Louis de Hell est gouverneur de l’île. Un changement profond de la société et des mentalités liés aux événements des dix dernières années conduit le gouverneur à saisir le Conseil colonial de trois projets d’émancipation.
Le 20 décembre 1848, l’abolition de l'esclavage est finalement proclamée par Sarda Garriga (le 20 décembre est un jour férié à La Réunion). Louis Henri Hubert-Delisle devient son premier gouverneur créole le 8 août 1852 et reste à ce poste jusqu’au 8 janvier 1858. L’Europe a de plus en plus recours à la betterave pour satisfaire ses besoins en sucre. Malgré la politique d’aménagement des autorités locales et le recours à l’engagisme, la crise économique couve et devient patente à compter des années 1870. Par la suite, le percement du canal de Suez conduit le trafic marchand à s’éloigner de l’île. Cette dépression économique n’empêche toutefois pas la modernisation de l’île, avec le développement du réseau routier, la création du chemin de fer, la réalisation du port artificiel de la pointe des Galets. Ces grands chantiers offrent une alternative bienvenue aux travailleurs agricoles.

### Guerres et modernisation
La seconde moitié du XIXe siècle voit la population réunionnaise évoluer, par l’arrivée massive d’engagés indiens dont une partie s’installe définitivement dans l’île, et par la libération de l’immigration en 1862. De nombreux Chinois et musulmans indiens s’installent alors, et forment deux importantes communautés qui participent à la diversification ethnique et culturelle. À partir de la fin du XIXe siècle, les sources d’engagements se tarissent peu à peu. Nombre de propriétaires terriens louent alors leurs terres (pratique du colonage), d’où l’émergence d’une population de travailleurs agricoles indépendants. La production de café est détruite à 75 % en deux décennies, entre 1880 et 1900, à cause de la propagation d'une maladie venue de Ceylan et des colonies anglaises et néerlandaises.
La participation de La Réunion à la Première Guerre mondiale se traduit par l’envoi de nombreux Réunionnais aux combats dans la métropole et sur le front grec. 14 555 Réunionnais sont mobilisés au front. L’aviateur Roland Garros, natif de La Réunion, se couvre de gloire et meurt en plein ciel en 1918. La guerre a des conséquences économiques favorables pour La Réunion : la production de sucre augmente fortement et les cours grimpent, la métropole étant privée de ses terres betteravières, théâtre des combats. Environ 80 % des Créoles souhaitant s'engager sont cependant déclarés inaptes au service militaire, on parle à ce sujet de « faillite de la race » dans la presse, mais il est probable que les intérêts économiques des planteurs locaux aient joué le rôle principal dans cet état de fait. Les Réunionnais rescapés ont été atteints à leur retour par la  pandémie de grippe de 1918, qui a frappé la Réunion à partir de mars 1919 durant 3 mois. La grippe a été ramenée par les Poilus réunionnais avec le navire Madonna. L'épidémie semble s'être répandue sur l'ensemble de la population et a réduit l’espérance de vie à moins de 40 ans. Alors que l’île était déjà en pleine crise économique depuis la fin du XIXe siècle, les quartiers défavorisés ont été touchés et appauvris. Les estimations font état d’au moins 2 000 décès dans le chef-lieu Saint-Denis pour une population de 25 000 habitants et de 7 000 à 20 000 morts sur les 175 000 personnes qui vivent sur l'île. On constate alors plus de décès que les 1300 Poilus réunionnais tombés au champ d’honneur ,. Des cimetières seront construits pour accueillir le surplus de décès, comme le cimetière de la Jamaïque à Saint-Denis.
Pendant l’entre-deux-guerres, la modernisation se poursuit : l’électricité apparaît dans les foyers les plus aisés, et assure l’éclairage public de Saint-Denis. Le télégraphe (1923) et la radio (1926) mettent les Réunionnais en contact avec le monde. En 1939, 1 500 foyers privilégiés sont abonnés au téléphone. On voit apparaître automobiles et avions. L’industrie sucrière se concentre et les sociétés anonymes se substituent aux exploitants individuels de sucreries. Ces progrès profitent essentiellement aux foyers de propriétaires terriens, d’industriels, de cadres, de gros commerçants, et la masse de la population demeure pauvre. Autre évolution importante de l’entre-deux-guerres : la mortalité baisse et la natalité, très forte, augmente, d’où une croissance exponentielle de la population, croissance qui se poursuit de nos jours[Quand ?].
La Seconde Guerre mondiale est une épreuve très dure : bien que La Réunion soit épargnée par les combats, elle souffre terriblement de l’arrêt quasi total de ses approvisionnements. Le 28 novembre 1942, un débarquement des Forces françaises libres a lieu sur l'île : l'administration locale fidèle au gouvernement de Vichy est renversée, le territoire passant sous contrôle de la France libre.

### Départementalisation et occidentalisation
Le 12 février 1946, alors que l'empire colonial français se fissure, Léon de Lepervanche et Raymond Vergès déposent un projet de loi demandant la transformation institutionnelle de la Réunion en département français. Le 19 mars 1946, La Réunion devient le 87e département français. En 1983, à la suite de la Loi de décentralisation prônée par Gaston Defferre, l'île devient une Région. Depuis 2009, l'article 349 du traité sur le fonctionnement de l'Union européenne reconnait l'île de La Réunion comme l’une des 9 régions ultrapériphériques de l’Union européenne.
À la départementalisation, La Réunion est en ruines. Mais le gouvernement français est amenée à consentir des efforts pour maintenir sa position géostratégique alors que Madagascar réclame son indépendance. Au début des années 1950, le paludisme, fléau sanitaire majeur depuis un siècle, est éradiqué. Le nombre de lits d’hôpital triple en dix ans. Il s’ensuit une amélioration importante de la santé publique, une chute considérable de la mortalité et une augmentation galopante de la population, la natalité culminant à un niveau record proche de 50 pour mille. Dès la fin de la guerre, des liaisons aériennes régulières mettent La Réunion à trois journées seulement de la France continentale. La création de services publics, l'ouverture d'écoles et l'augmentation du nombre de fonctionnaires, génèrent un flux commercial nouveau provoquant l’émergence d’une classe moyenne vivant du commerce, d’activités libérales et de fonctions d’encadrement. L’élection controversé de Michel Debré à la députation, en 1962, apporte un atout considérable au développement, du fait de la dimension du personnage et de son poids politique. Son mandat sera marqué par une politique conservatrice, assimilationniste et le transfert forcé de plus de deux mille jeunes mineurs de leur île de La Réunion vers la France hexagonale dans les années 1960 et 1970.
Dans les années 1980, La Réunion s'occidentalise. L'université de La Réunion est créée en 1982. Elle se développe, ainsi que l’enseignement technique. La télévision supplante la radio. Au début des années 90, les hypermarchés et supermarchés font leur apparition aux quatre coins de l'île et remplacent peu à peu les "boutiks chinois" et les "bazars zarabs". Le 1er janvier 1996, le salaire minimum réunionnais est aligné sur le salaire français métropolitain. Jusqu'alors, celui-ci était inférieur de près de 22 % par rapport à celui du continent. Le tourisme commence à se développer. À la suite de la disparition du chemin de fer en 1976, le réseau routier s'est développé et modernisé, mais la croissance du parc automobile a été encore plus rapide, exacerbée par la faiblesse des transports en commun. L’habitat s’améliore, et la création de logements est dopée par des avantages fiscaux spécifiques à la construction dans les DOM cependant 45 000 familles restent dans l'attente d'un logement social selon la Direction de l’environnement, de l’aménagement et du logement de La Réunion. L’économie change mais la culture de la canne à sucre maintient son rang de première production agricole. Elle représente 54 % de la surface agricole de l'île. Mais c’est désormais le secteur tertiaire qui tire l’économie : commerce, services, et, de plus en plus, tourisme. L'hôtellerie restauration est la première activité de l’île et représente 35 % des emplois.

## Administration

### Statut

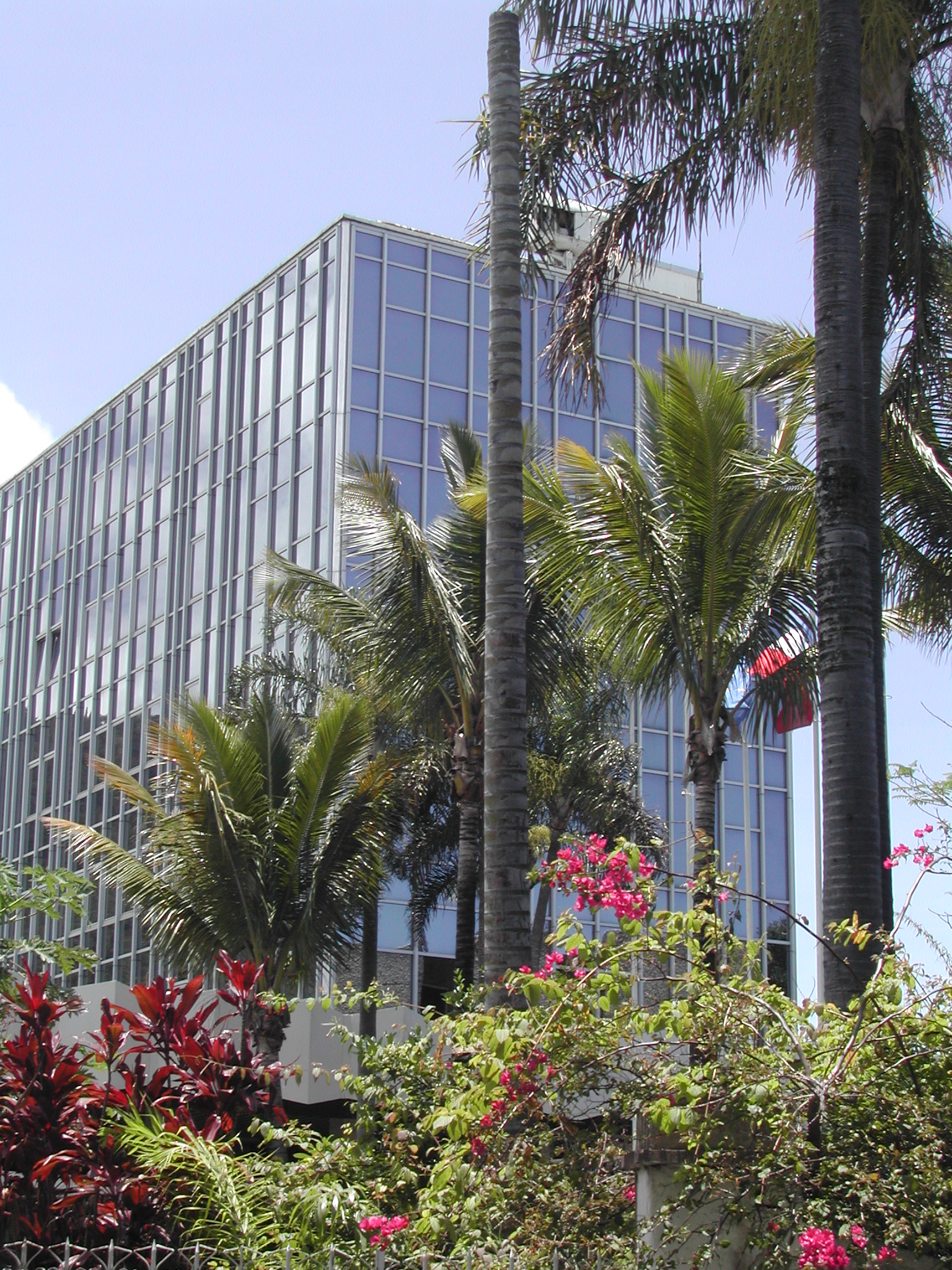
L'hôtel du Département, couramment appelé palais de la Source à Saint-Denis.

La Réunion est un département et une région d'outre-mer, régis par l'article 73 de la Constitution, en vertu duquel les lois et règlements sont applicables de plein droit tout comme en France continentale,.
La Réunion est ainsi dotée d'un conseil régional et d'un conseil départemental. Ces collectivités territoriales disposent globalement des mêmes compétences que les départements et régions de France hexagonale, bien que des adaptations existent.
À l'inverse des autres DROM, La Réunion est explicitement exclue par la Constitution de la possibilité de recevoir du Parlement une habilitation à fixer elle-même certaines règles relevant de la loi ou issues de l'exécutif national,.
L'État est représenté à La Réunion par un préfet. Le territoire est divisé en 7 circonscriptions législatives représentées à l'Assemblée nationale par des députés.
La Réunion compte 24 communes organisées en 5 communautés d'agglomération.
Du point de vue de l'Union européenne, La Réunion constitue une région ultrapériphérique.

### Géopolitique
Le positionnement de l'île de la Réunion lui a conféré un rôle stratégique d'importance.
La Réunion est déjà à l'époque de la Route des Indes une position française située entre Le Cap et les comptoirs d'Inde, bien qu'éloignée du Canal du Mozambique. L'île Bourbon (son appellation sous l'Ancien Régime) n'est pourtant pas la position préférée pour le commerce et l'armée. En effet, le gouverneur Labourdonnais affirme alors que l'Isle de France (l'île Maurice) est une terre d'avenir, grâce à sa topographie peu contraignante et à la présence de deux ports naturels. Il considère que Bourbon a plutôt pour vocation d'être un entrepôt ou une base de secours pour l'Isle de France. L'ouverture du Canal de Suez détourne une grande partie du trafic maritime du sud de l'Océan Indien et réduit l'importance stratégique de l'île. Ce déclin est confirmé par l'importance accordée à Madagascar, bientôt colonisée.
Depuis les années 2000, un sous-ensemble géopolitique tend à s'esquisser sous l’appellation Sud-Ouest de l'océan Indien.
De nos jours l'île, qui est le siège d'une zone de défense et de sécurité, abrite l'état major des Forces armées de la zone sud de l'océan Indien (FAZSOI), qui regroupe les unités de l'Armée française stationnées à La Réunion et à Mayotte.
L’île de La Réunion permet à la France d'être membre de la Commission de l'océan Indien.
La Réunion est également une base accueillant les infrastructures du Frenchelon et de l’ensemble mobile écoute et recherche automatique des émissions.
Enfin, elle accueille à Saint-Pierre le siège des Terres australes et antarctiques françaises (Taaf).

### Vie politique
Si pendant longtemps les partis politiques réunionnais ressemblaient à des filiales ou des homologues de ceux de la France hexagonale, avec le déclin du Parti communiste réunionnais, de nouveaux partis locaux se sont créés. Bien que souvent affiliés à des partis nationaux, ils prennent leurs distances. On observe le même phénomène dans les organisations syndicales, avec des syndicats locaux qui s'appuient sur les exigences nationales tout en s'ancrant dans les réalités locales. La vie politique, comme les mouvements revendicatifs, est étroitement déterminée par les échéances, les mesures gouvernementales et les inégalités qui subsistent avec les Français de l'Hexagone.

## Société

### Démographie
<err>
| 1837    | 1848    | 1863    | 1872    | 1877    | 1881    | 1887    | 1902    | 1907    |
| ------- | ------- | ------- | ------- | ------- | ------- | ------- | ------- | ------- |
| 110 000 | 105 677 | 152 600 | 182 700 | 182 100 | 172 100 | 163 900 | 173 315 | 177 677 |

| 1911    | 1921    | 1926    | 1931    | 1936    | 1941    | 1946    | 1954    | 1961    |
| ------- | ------- | ------- | ------- | ------- | ------- | ------- | ------- | ------- |
| 173 822 | 173 190 | 186 837 | 197 933 | 208 258 | 220 955 | 241 708 | 274 370 | 349 282 |

| 1967    | 1974    | 1982    | 1990    | 1999    | 2006    | 2011    | 2016    | 2021    |
| ------- | ------- | ------- | ------- | ------- | ------- | ------- | ------- | ------- |
| 416 525 | 476 675 | 515 814 | 597 823 | 706 300 | 781 962 | 828 581 | 852 924 | 871 157 |

| 2022    | - | - | - | - | - | - | - | - |
| ------- | - | - | - | - | - | - | - | - |
| 881 348 | - | - | - | - | - | - | - | - |

Jusqu'au début du XXe siècle, la croissance de la population réunionnaise est modérée, voire faible à certaines périodes. Les conditions de vie difficiles et les épidémies de paludisme, choléra, peste entre autres, ne sont pas étrangères à ce constat. C'est véritablement au lendemain de la départementalisation que la croissance démographique explose : la population triple en l'espace de 50 ans, pour atteindre officiellement près de 843 000 habitants en 2014. Au 1er janvier 2022, la population était de 868 800 habitants. Selon certaines projections, l'île devrait franchir la barre du million d'habitants à l'horizon 2030.
Les trois principales unités urbaines du département sont celles de Saint-Denis (177 684 habitants en 2014), de Saint-Paul (172 548 habitants) et de Saint-Pierre (165 013 habitants).

#### Communes les plus peuplées
| Nom            | Code Insee | Intercommunalité                                   | Superficie (km2) | Population (dernière pop. légale) | Densité (hab./km2) | Modifier                                    |
| -------------- | ---------- | -------------------------------------------------- | ---------------- | --------------------------------- | ------------------ | ------------------------------------------- |
| Saint-Denis    | 97411      | CA Communauté intercommunale du Nord de La Réunion | 142,79           | 156 149 (2022)                    | 1 094              | modifier les données · modifier les données |
| Saint-Paul     | 97415      | CA Territoire de la Côte Ouest                     | 241,28           | 106 220 (2022)                    | 440                | modifier les données · modifier les données |
| Saint-Pierre   | 97416      | CA Communauté intercommunale des Villes solidaires | 95,99            | 85 254 (2022)                     | 888                | modifier les données · modifier les données |
| Le Tampon      | 97422      | CA du Sud                                          | 165,43           | 81 964 (2022)                     | 495                | modifier les données · modifier les données |
| Saint-André    | 97409      | CA Communauté intercommunale Réunion Est           | 53,07            | 57 546 (2022)                     | 1 084              | modifier les données · modifier les données |
| Saint-Louis    | 97414      | CA Communauté intercommunale des Villes solidaires | 98,90            | 54 478 (2022)                     | 551                | modifier les données · modifier les données |
| Saint-Joseph   | 97412      | CA du Sud                                          | 178,50           | 38 992 (2022)                     | 218                | modifier les données · modifier les données |
| Saint-Benoît   | 97410      | CA Communauté intercommunale Réunion Est           | 229,61           | 37 585 (2022)                     | 164                | modifier les données · modifier les données |
| La Possession  | 97408      | CA Territoire de la Côte Ouest                     | 118,35           | 36 390 (2022)                     | 307                | modifier les données · modifier les données |
| Saint-Leu      | 97413      | CA Territoire de la Côte Ouest                     | 118,37           | 35 597 (2022)                     | 301                | modifier les données · modifier les données |
| Sainte-Marie   | 97418      | CA Communauté intercommunale du Nord de La Réunion | 87,21            | 35 584 (2022)                     | 408                | modifier les données · modifier les données |
| Le Port        | 97407      | CA Territoire de la Côte Ouest                     | 16,62            | 33 670 (2022)                     | 2 026              | modifier les données · modifier les données |
| Sainte-Suzanne | 97420      | CA Communauté intercommunale du Nord de La Réunion | 57,84            | 24 855 (2022)                     | 430                | modifier les données · modifier les données |
| L'Étang-Salé   | 97404      | CA Communauté intercommunale des Villes solidaires | 38,65            | 14 329 (2022)                     | 371                | modifier les données · modifier les données |
| Bras-Panon     | 97402      | CA Communauté intercommunale Réunion Est           | 88,55            | 13 131 (2022)                     | 148                | modifier les données · modifier les données |

### Origines géographiques de la population
La population de La Réunion est composée de populations issues de Madagascar, de l’Est de l’Afrique continentale (les Cafres), de l'Ouest et du Sud-Est de l’Inde, le Gujarat (les Zarabes) et le Tamil Nadu (les Malbars) ainsi que du Sud de la Chine notamment de Canton (les Chinois) et d’Europe (les Yabs). Aujourd'hui, la population de l'île est particulièrement métissée.
Les premiers colons, au XVIIe siècle, sont des Européens, essentiellement des Français, accompagnés parfois d’épouses malgaches et de serviteurs du même pays. À partir de l’essor de la culture du café (1718), le recours à l’esclavage s’intensifie et draine vers l’île Bourbon des flux considérables d’asservis venus essentiellement de Madagascar et d’Afrique orientale, mais également d’Inde, de Malaisie … Les esclaves constituent les trois quarts de la population à la fin du XVIIIe siècle (37 000 esclaves en 1789). Au début du XIXe siècle, l’esclavage est contesté, tant du point de vue moral que du point de vue de l’efficacité économique, et il apparaît un faible courant d’immigration d’engagés (travailleurs « libres » qui s’engagent à travailler un certain nombre d’années chez un maître).
Après l’abolition de l'esclavage, en décembre 1848, les exploitants se tournent vers l’engagement, qui apporte un flux important de travailleurs venus d’Inde (essentiellement de la côte de Coromandel, précisément du Tamil Nadu, au sud-est du sous-continent, et non de la côte de Malabar, au sud-ouest d’où l’on a tiré par erreur l’appellation locale « malbars » désignant ce groupe ethnique), de Madagascar, d’Asie du Sud-Est, de Chine … En outre, la fin du XIXe siècle voit arriver de la province de Guangdong des paysans cantonais qui, fuyant la pauvreté et plus tard les bombardements japonais, œuvrent d’abord dans l’agriculture avant de s’installer dans le commerce de détail. Du métissage de ces communautés émerge une culture créole.
La période esclavagiste a constitué une époque de racisme exacerbé et d’antagonisme entre les communautés. Les préjugés raciaux sont restés vivaces jusqu’après la Seconde Guerre mondiale. La population réunionnaise s’est alors rapidement transformée, avec la généralisation de l’éducation, la démocratisation résultant de la départementalisation, le progrès économique qui profitait aux membres des diverses communautés en faisant émerger de nouveaux secteurs d’activité, ce qui changeait complètement l’échelle sociale. Un métissage accru fait que l’on distingue de moins en moins les ethnies. Les préjugés raciaux auraient ainsi pratiquement disparu. Si La Réunion constitue un modèle pour l’harmonie ethnique, les disparités demeurent fortes au plan des revenus, de la formation, des patrimoines. Si les travailleurs indépendants et les salariés disposent de revenus corrects, voire confortables, la masse des chômeurs (30 %, et 50 % chez les jeunes), des RMIstes (plus de 67 000, 8,5 % de la population) constitue le problème majeur auquel est confronté l’île. L’émigration, bien qu’active, ne peut à elle seule résoudre le problème. La croissance économique forte n’a qu’un effet limité sur la baisse du chômage.
Daniel Vaxelaire, journaliste, historien, écrivain, auteur de différents ouvrages sur La Réunion, explique, dans son Histoire de La Réunion des origines à 1848, que le métissage est l’un des traits caractéristiques de l’île, dès l’arrivée des premiers colons. Ceux-ci ont en effet épousé peu après leur installation dans l’île, des femmes venues de Madagascar et des métisses indo-portugaises, avec lesquelles ils ont conçu les premiers enfants nés à La Réunion. Ainsi donc, les premiers enfants nés sur cette île verte et inhabitée étaient déjà métis.
Le 20 décembre 1848, date de l'abolition de l'esclavage à La Réunion, une date fériée depuis 1981, est commémorée localement sous l’appellation de fête caf' (« fête des cafres »).

### Langues
En 2021, l'illettrisme touchait encore 23 % des Réunionnais. La langue de l'administration et de l'enseignement est le français, mais environ 90 % de la population réunionnaise[réf. nécessaire] parle le créole réunionnais. Comme son nom le suggère, il s'agit d'un créole, c'est-à-dire une langue née de la rencontre linguistique entre une langue dominante (en l'espèce, le français) et les langues vernaculaires parlées par des populations dominées. Le créole réunionnais présente des similitudes avec les langues nationales de Maurice (créole mauricien) et des Seychelles (créole seychellois), bien que celles-ci aient été influencées par l'anglais.
La plupart des Réunionnais sont bilingues en français et en créole, mais une partie de la population ne parle que le français.
Selon l'auteur Annegret Bollée, on suppose que « le créole de La Réunion s'est développé graduellement dans la société de plantation constituée après l'introduction de la culture du café à Bourbon (à partir de 1720 environ) ».
Depuis 2001, le créole peut ainsi être enseigné dans les établissements scolaires du secondaire dans le cadre de l'option « Langue et culture régionales ».
Étant donné la présence de différentes ethnies au sein de la population réunionnaise, d'autres langues sont présentes sur l'île comme le hakka, le cantonais, le gujarati, l'ourdou, l'arabe, le shimaoré et le shikomori, le tamoul, le malgache.

### Religions

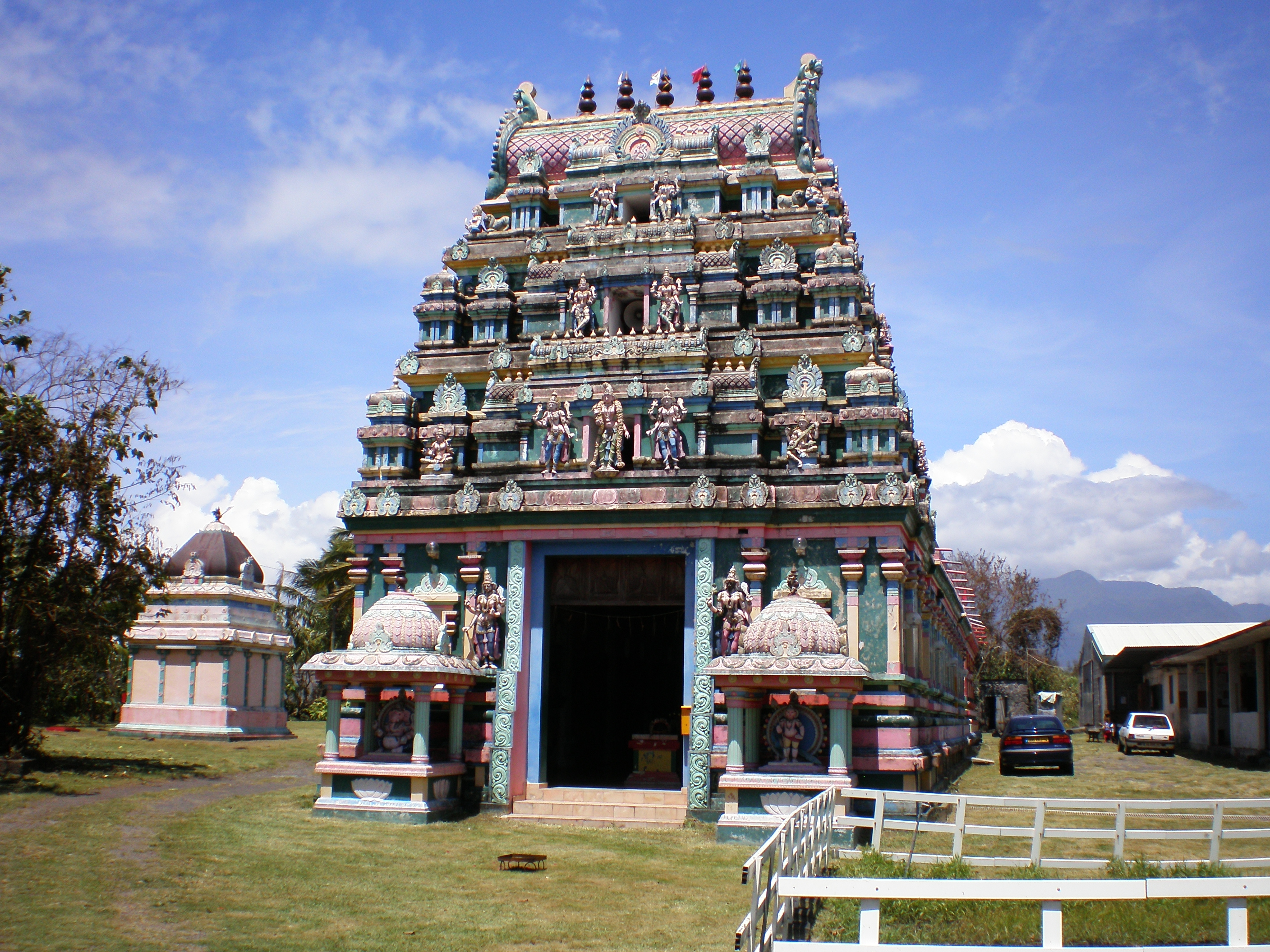
Temple tamoul à La Réunion.

Du fait des différentes origines de la population réunionnaise, les principales religions pratiquées dans l’île sont le christianisme (catholique romain, mais aussi protestant), l’hindouisme (tamouls), l’islam (majoritairement sunnite), le culte de Guan Di, et le judaïsme.
Diverses manifestations spirituelles jalonnent aujourd’hui l’année civile, Pâques, Dipavali, Noël, Ramadan, Pandialé, Nouvel an lunaire.

### Santé

Logo du centre hospitalier universitaire de La Réunion.

Les deux principales infrastructures du Centre hospitalier universitaire de La Réunion sont implantées à Saint-Denis et sur le site de Saint-Pierre. Il existe à Saint-Denis un établissement privé, la clinique Sainte-Clotilde. Ces structures prennent en charge la plupart des pathologies et opérations dans de nombreux services. Seul certains gestes ultraspécialisés demandent un agissement sur la métropole. Des dispensaires existent dans d'autres localités plus petites (La Plaine-des-Palmistes, Cilaos…). Pour les écarts et lieux reculés, les médecins de campagne se déplacent en voiture pour les consultations, voire à pied pour le cirque de Mafate, dépourvu de routes.
Parallèlement, de nombreux médecins généralistes sont répartis à travers l'île, les spécialistes se concentrant dans les grandes villes. Un important service d'urgence existe, autant à destination de la population que des centaines de milliers de touristes abordant annuellement les sentiers de randonnées coupés du monde.

### Éducation
La Réunion possède sa propre académie. Pierre-François Mourier a été nommée recteur de l’académie de La Réunion et chancelier des universités, par le Président de la République (par décret pris en conseil des ministres), le 13 juillet 2023.
Le rectorat est situé dans le chef-lieu, dans le quartier du Moufia à Saint-Denis. À la rentrée 2012, l'Île compte 523 écoles maternelles et/ou primaires dont 26 privées pour 113 580 élèves dans le premier degré, 87 collèges dont neuf privés pour 62 000 élèves, 48 lycées, dont 13 Lycées d’enseignement Général et Technologique (12 publics et 1 privé sous contrat), 15 Lycées Professionnels (13 publics et 2 privés sous contrat) et 20 Lycées Polyvalents (18 publics et 2 privés sous contrat) pour près de 33 000 élèves.
Les zones d'éducation prioritaires touchent à La Réunion un peu plus de la moitié des élèves du premier et second degré.
Les résultats du baccalauréat sont relativement proches de la moyenne nationale avec un taux de 90,2 % de taux de réussite en 2024.
Dans l'enseignement supérieur, l'université de La Réunion accueille 19 200 étudiants se répartissant sur les différents sites notamment de Saint-Denis et du Tampon. 5 800 autres étudiants se répartissent sur les filières post-bac de lycée et autres enseignements supérieurs.

### Sports et loisirs

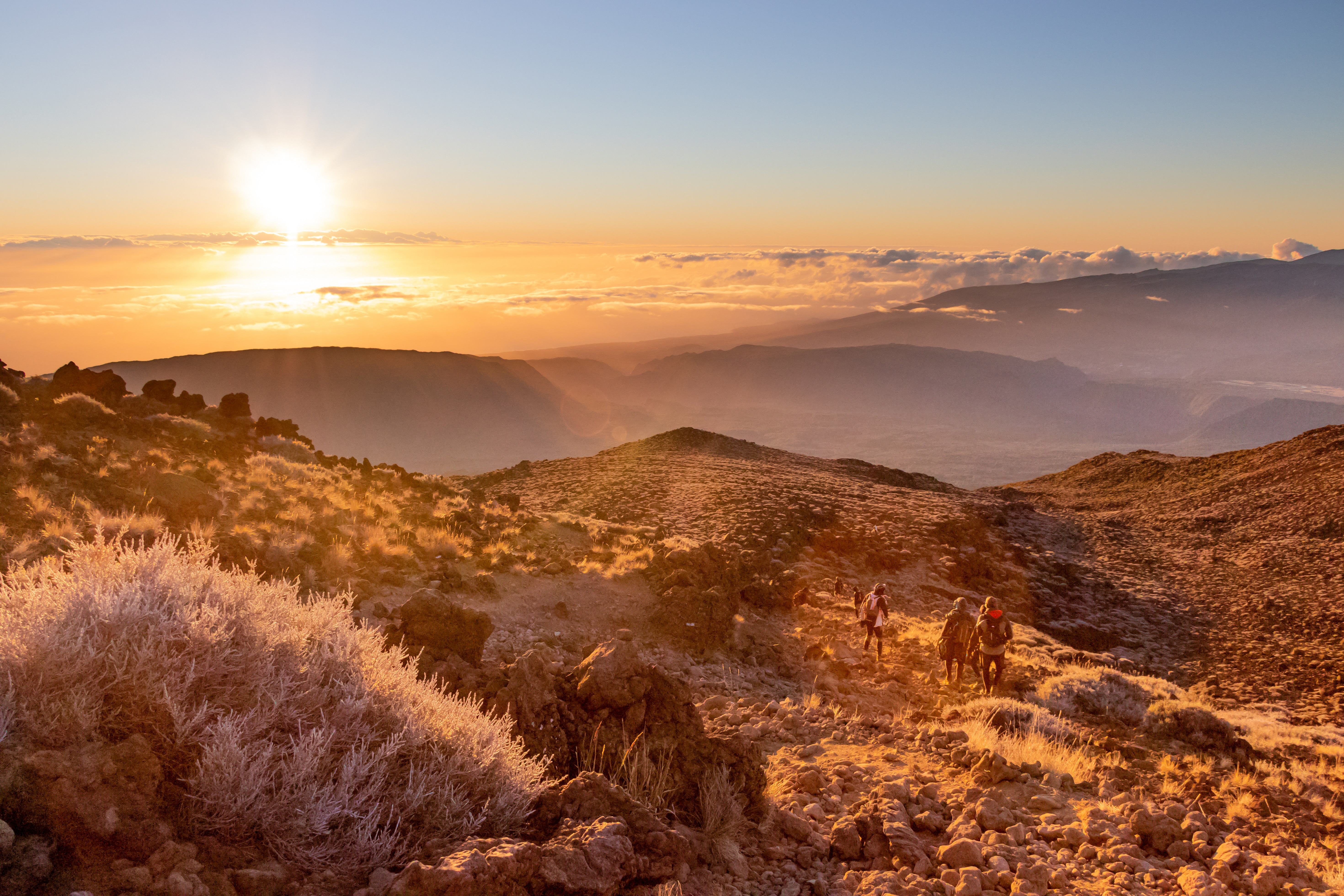
Paysage de La Réunion.

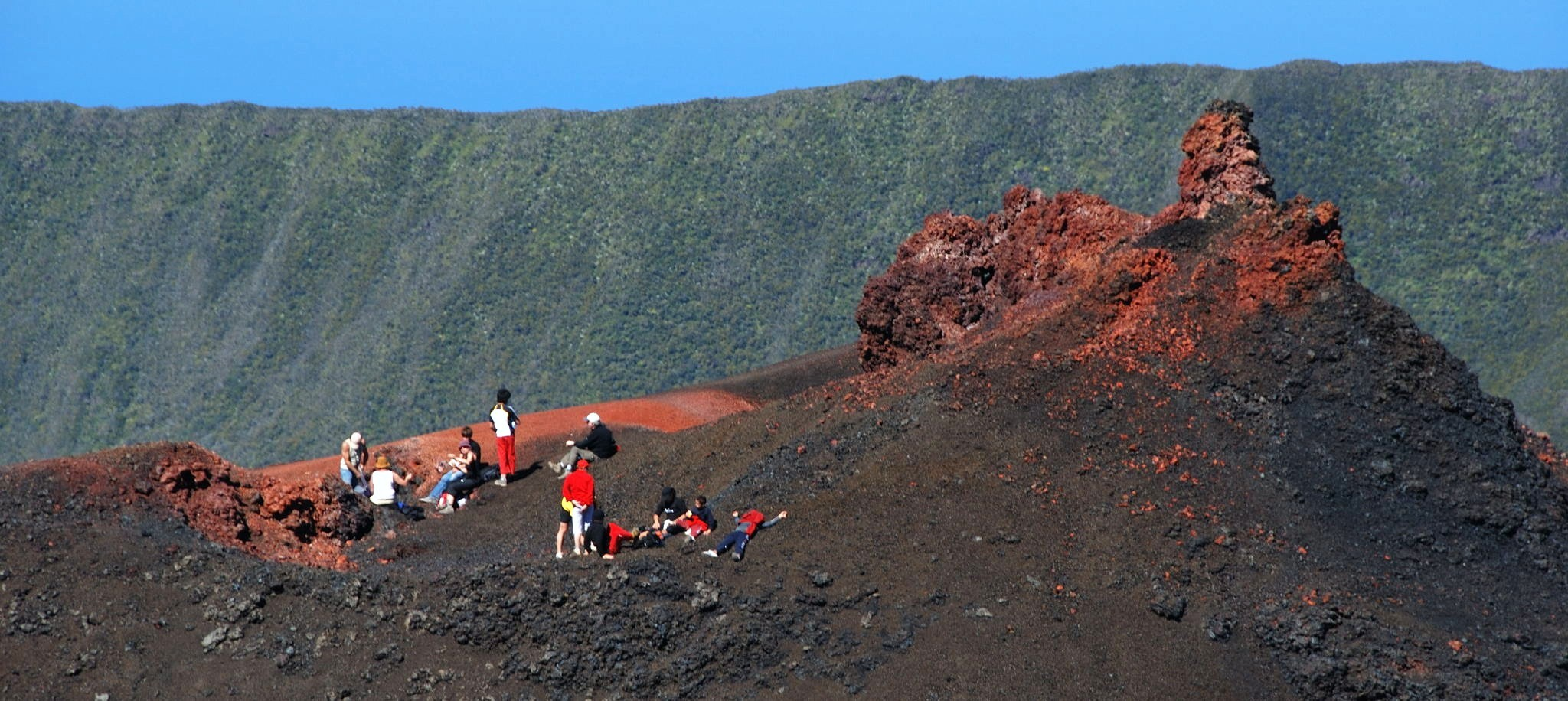
Groupe de randonneurs se reposant sur un cône volcanique de l'Enclos Fouqué.

L'Île de La Réunion permet grâce à des conditions climatiques favorables et de nombreuses infrastructures, la pratique de différents sports. Les activités d’eau et de montagne sont très présentes sur l’île. Le nombre de licenciés est d’environ 150 000 pratiquants pour plus d’une soixantaine de disciplines sans compter les non-licenciés.
Activités de plein air
Nombreuses sont ces activités dans une île qui bénéficie d'un climat clément et à la fois de la mer et de la montagne. Certaines d'entre elles bénéficient d'un article dans Wikipédia : 
- Football à La Réunion.
- Tennis à La Réunion.
- Parapente à La Réunion.
- Plongée sous-marine à La Réunion.
- Randonnée pédestre à La Réunion.
- Surf à La Réunion.
- Canyoning à La Réunion.
- Spéléologie dans les tunnels de lave[86].

Mais il faudrait aussi mentionner la course à pied Diagonale des Fous - Trail de Bourbon, notamment les courses de montagne dont la plus célèbre est le Grand Raid, le vélo tout-terrain, la randonnée équestre, le canyoning et bien d'autres.

### Médias
Deux titres composent la presse quotidienne régionale : Le Quotidien de La Réunion et Témoignages, édition du Parti communiste réunionnais. L'essentiel de la presse magazine est constitué d'hebdomadaires spécialisés dans les programmes de télévision et de quelques périodiques consacrés à la vie des entreprises commerciales et industrielles.
Le PAR, paysage audiovisuel réunionnais, longtemps monopolisé par l'ORTF, auquel succèdent les chaînes publiques FR3 en 1975, puis RFO en 1982, est aujourd'hui représenté par deux chaînes de TNT : Réunion La 1re (chaîne publique), Antenne Réunion (chaîne privée). Des bouquets satellites sont proposés par Parabole Réunion et Canal+ Réunion et par les opérateurs internets.
Le paysage radiophonique a vécu aussi une grande transformation à la suite de la libération des ondes voulue par le président socialiste François Mitterrand dès son élection en 1981 ; l'île compte plusieurs radios privées qui émettent pour certaines d’entre elles sur l’ensemble de l’île et conquièrent leur auditoire en usant de l'interactivité. On remarque cependant une situation de monopole dans le secteur de l'audiovisuel : l'acteur incontournable Cirano Group étant détenteur de la seule chaîne de télévision privée ainsi que des stations de radio RTL Réunion, Chérie FM Réunion, NRJ Réunion, RFM, EXO FM…
Radio Free Dom est la radio incontournable de l'île, basée sur l'échange entre les animateurs et les auditeurs. Sa programmation repose principalement sur les interventions en direct de ses auditeurs, de 5 h à 0 h (et au-delà en cas d'événements), en plus des journaux d'information.
En 1991, après la suppression de Télé Freedom (créée par la même personne que Radio Free Dom, Camille Sudre), à la suite d'une action du CSA auprès du préfet, des émeutes réclamant l'égalité sociale et salariale avec la France hexagonale éclatèrent, causant la mort de 7 personnes. À l'époque, c'était le seul média et moyen d'expression libre où la langue créole pouvait être parlée, diffusant des films d'arts martiaux, du maloya et même des films pornographiques.[non pertinent].
Depuis novembre 2010, la télévision numérique terrestre permet de recevoir, en plus des chaînes locales, les chaînes de France Télévisions, d'Arte, de France 24 et de l'Office de radio et télévision des Comores (ORTC).

### Logement
Au 1er janvier 2008, La Réunion comptait 305 300 logements. Le parc réunionnais est composé à 91 % de résidences principales (propriétaires et locataires). Et 7 % des logements sont vacants (essentiellement dans les communes du Tampon, La Possession et Sainte-Clotilde), le reste étant constitué de résidences secondaires (dans l'Ouest et le Sud de l'île).
Le parc réunionnais évolue cinq fois plus rapidement que celui de la France hexagonale. L’ensemble de l’habitat traditionnel ne pèse plus que 17 % dans le parc de logements. En 1999, celui-ci était deux fois plus élevé. La majorité des résidences principales de l'île sont des maisons individuelles en dur (58 %). Néanmoins, depuis les lois sur la défiscalisation (1981), le nombre d'appartements a triplé en 25 ans. Le parc réunionnais augmente. Les logements des Réunionnais sont toutefois plus exigus que ceux de France continentale. Cependant, les logements sans confort sont en nette diminution constante. Toutefois, il reste encore des efforts à faire de ce côté, car même s'ils sont deux fois moins nombreux qu'en 1999, on comptabilisait en 2008, 42 000 logements ne disposant pas d'eau chaude.

## Économie
Le produit intérieur brut (PIB) de La Réunion devrait s'établir en 2021 à 20,4 milliards d'euros contre 16,1 milliards d'euros en 2011.

### Secteur primaire

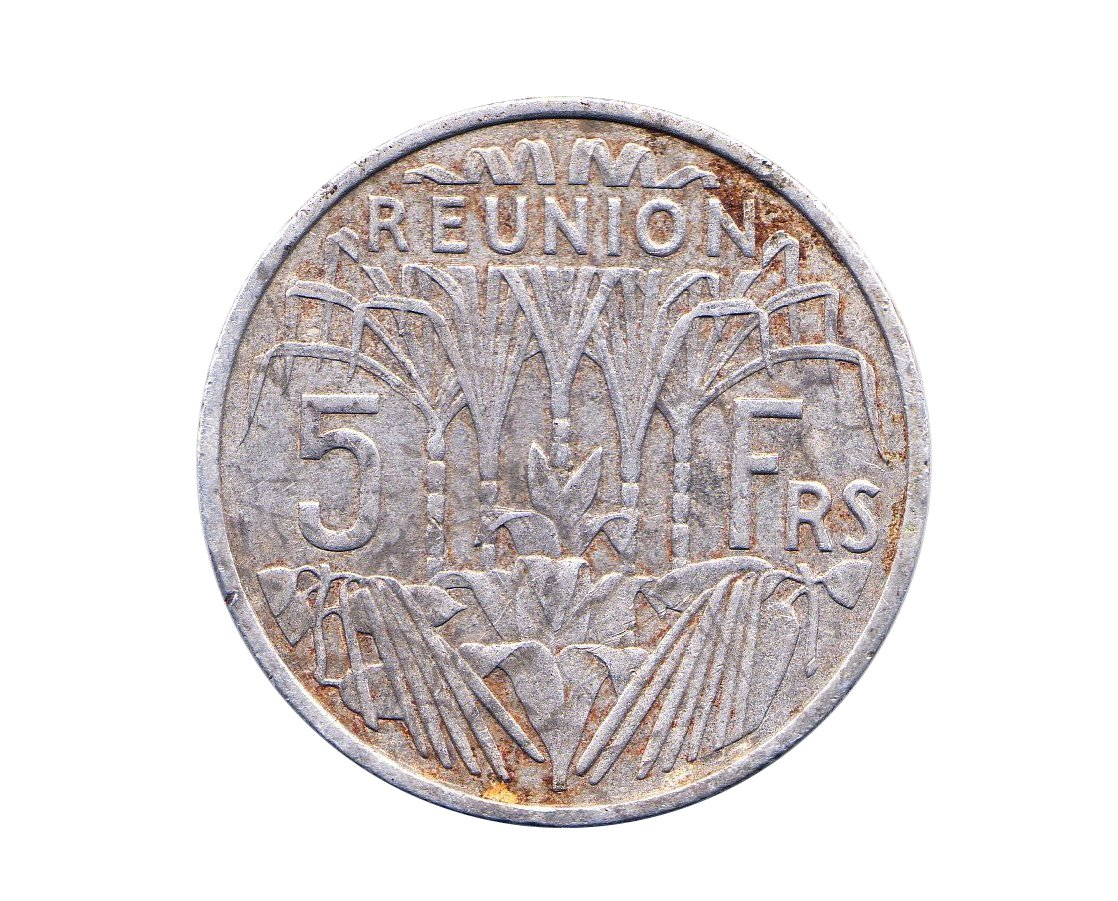
Pièce de cinq francs de 1955, les symboles de la production agricole locale d'exportation sont promus : canne à sucre, vanille, tabac.

L'agriculture occupe 44 000 hectares de surface agricole utile. La Réunion produit principalement du sucre de canne (premier producteur européen), mais aussi de la vanille Bourbon. Cultivée sur l'île depuis le XIXe siècle, elle est encore produite de manière manuelle.

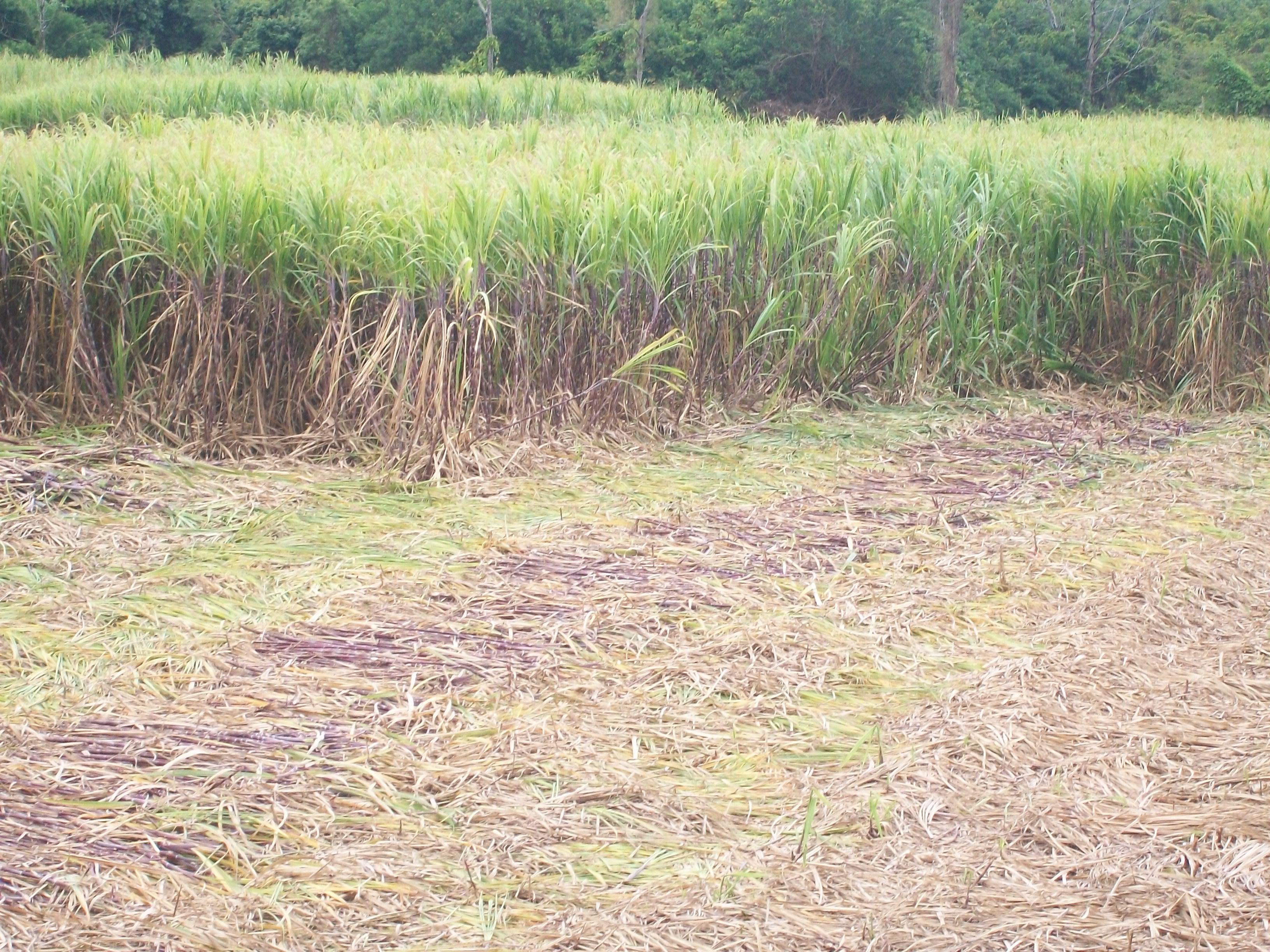
Champs de canne à sucre en période de récolte.

La pêche est également un point important pour la production vivrière et la culture gastronomique. Elle est permise aussi par la ZEE dont bénéficie l'île.

### Secteur secondaire

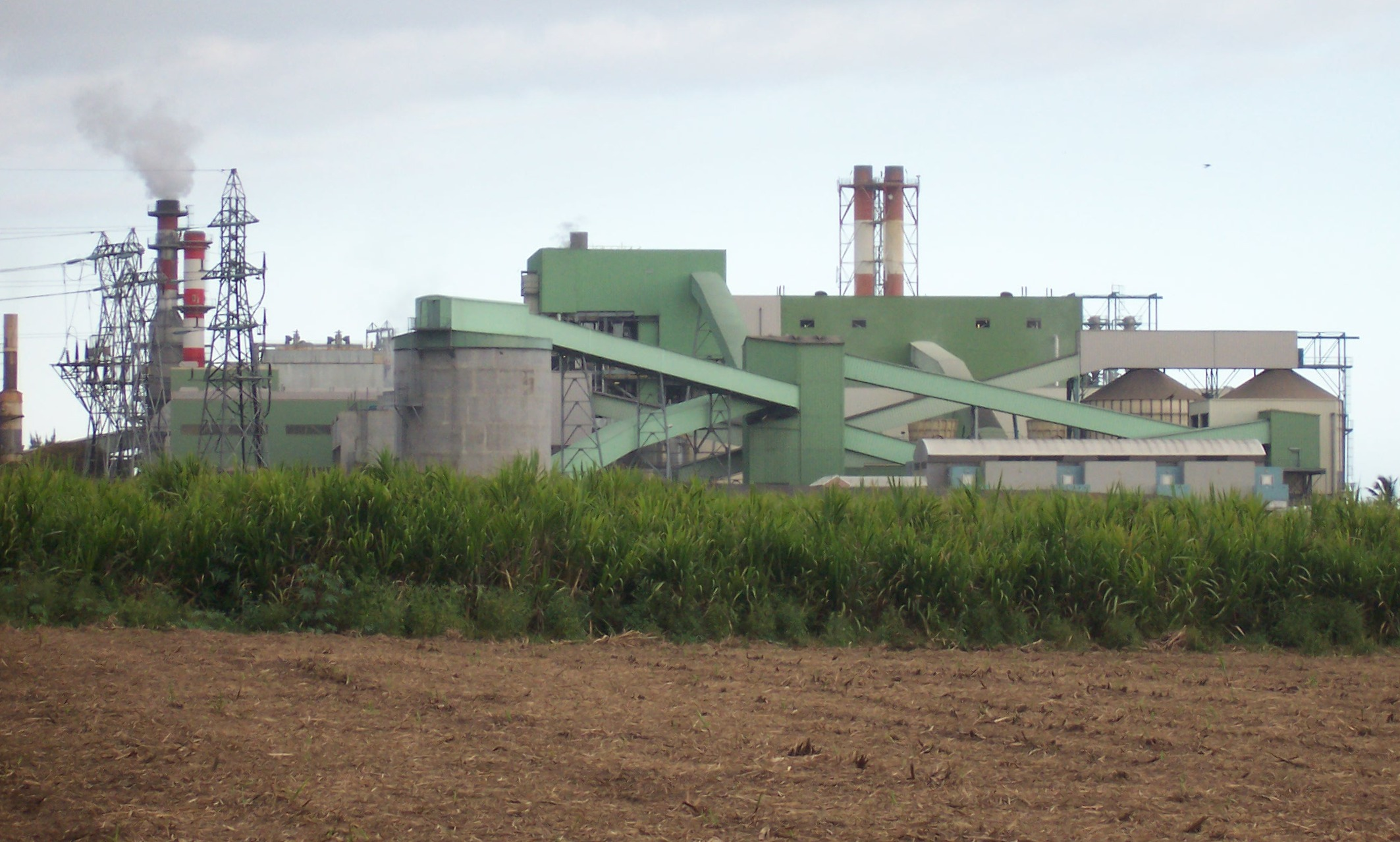
Usine du Gol.

### Secteur tertiaire

#### Tourisme
Les revenus du tourisme constituent la première ressource économique de La Réunion[citation nécessaire], devant ceux tirés de la production et de la transformation de la canne à sucre, à l’origine du développement de grands groupes réunionnais comme Quartier Français, Groupe Bourbon ex-Sucreries Bourbon, grande compagnie aujourd'hui internationale cotée en bourse mais basée depuis hors de l’île et ayant abandonné le secteur sucrier pour l'off-shore maritime. Avec la diminution des subventions, cette culture est menacée. Aussi, le développement de la pêche dans les Terres australes et antarctiques françaises apparaît comme la bienvenue.
Le secteur tertiaire, notamment commercial, est de loin le plus développé, l’import-distribution ayant pris un essor notable au milieu des années 1980 au fil de contrats d’affiliation et de franchise avec des groupes métropolitains. L’arrivée de la distribution franchisée a transformé l’appareil commercial historiquement caractérisé par une dissémination géographique de petites unités de type épiceries ; les « boutiques chinois » encore en activité se trouvent dans les villages à mi-hauteur comme au centre-ville de Saint-Denis ils ont un attrait touristique et pédagogique même s’ils gardent un rôle de dépannage.
Malgré un dynamisme économique certain, l’île ne parvient pas à résorber son important chômage, qui s’explique notamment par une croissance démographique très forte. De nombreux Réunionnais sont obligés d’émigrer en métropole pour leurs études ou pour trouver du travail.

### Secteur énergétique
Le département est fortement dépendant énergétiquement, avec un taux de dépendance énergétique qui dépasse les 85 %.
Son objectif est de développer les énergies renouvelables pour devenir énergétiquement indépendant.

### Emploi et chômage
La Réunion connait un fort taux de chômage, surtout chez les jeunes adultes, qui sont le plus touchés. 18,9 %, c'est le taux de chômage établi à La Réunion en 2024, soit une hausse de 0,4 points depuis 2023, indique l'Insee.

## Transport

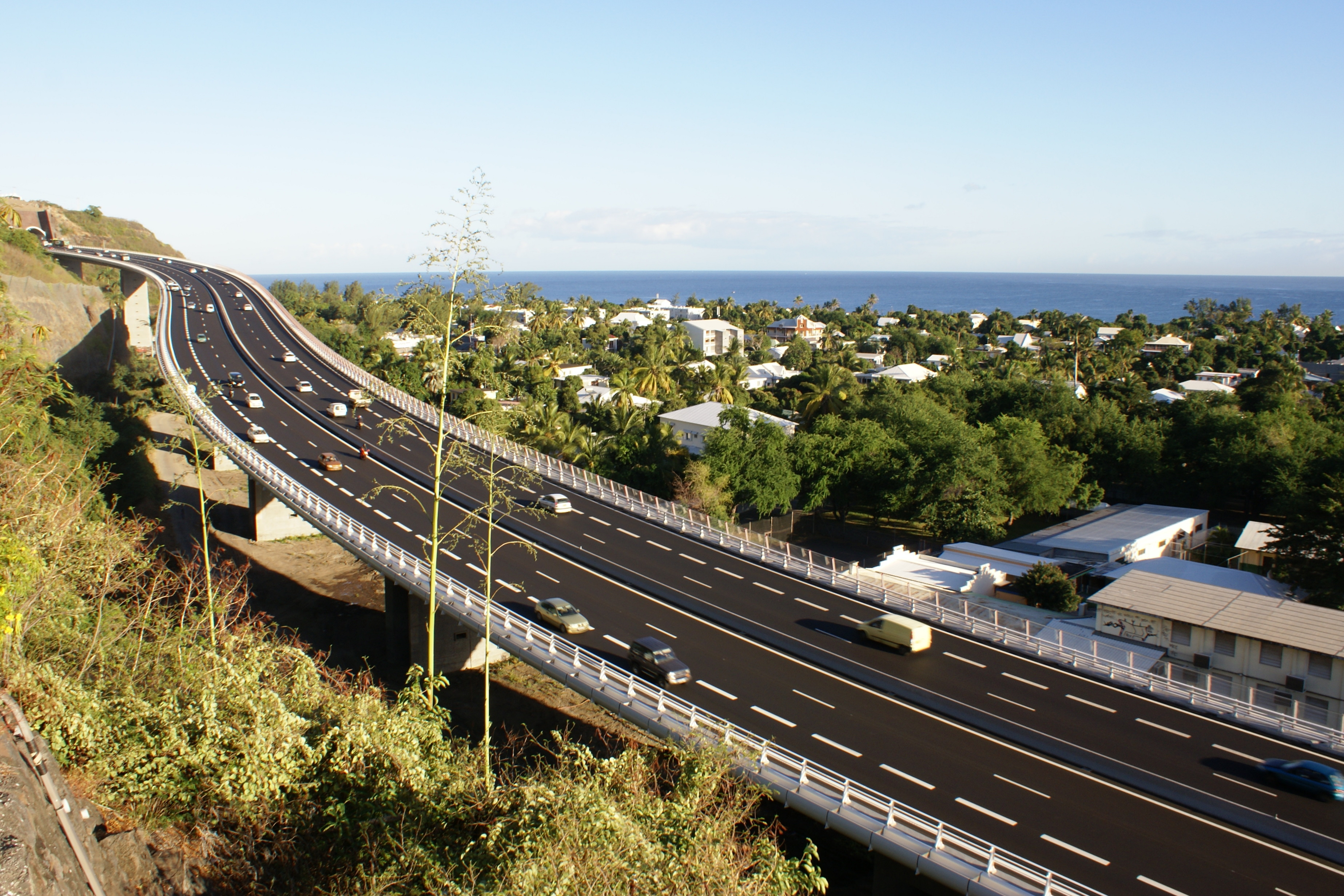
Le viaduc de Saint-Paul.

La topographie montagneuse, le développement urbain, la concentration des activités humaines sur le littoral font du réseau routier un sujet de préoccupation constant pour le développement économique de l’île. À l’initiative du conseil régional et avec le concours de l’État et de l’Union européenne, un projet d’envergure a été lancé en 2003 pour un montant estimé à plus d'un milliard d’euros : la route des Tamarins, axe autoroutier transversal reliant à mi-hauteur le Nord au Sud pour définitivement sécuriser et désengorger la liaison nord-ouest du chef-lieu.

### Transports routiers

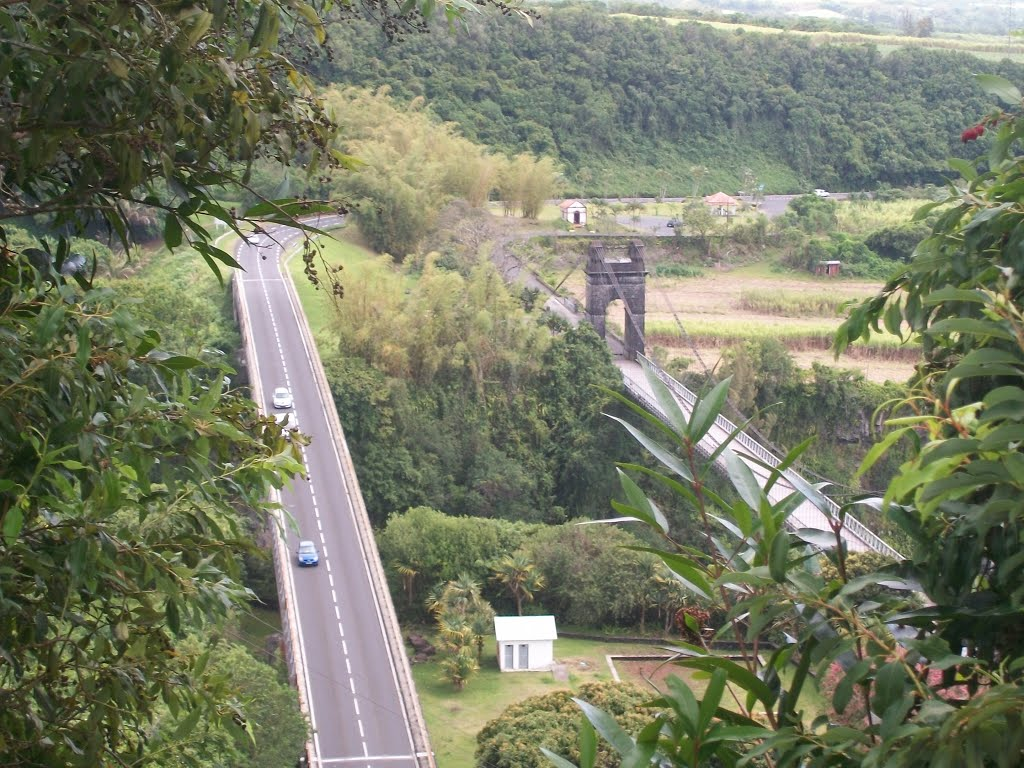
Les deux ponts de la rivière de l'Est reliant Saint-Benoît à Sainte-Rose (seul le pont de gauche est encore en activité).

La Réunion comptait en 2004 près de 300 000 véhicules particuliers, soit environ une voiture pour deux habitants. Malgré l’importance du parc automobile, l'équipement des ménages reste sensiblement inférieur à celui de la France métropolitaine. On estime qu'à l'horizon 2020, le parc automobile à La Réunion pourrait atteindre environ 500 000 véhicules, pour un niveau d'équipement des ménages proche de celui de la France métropolitaine en 1999. La route des Tamarins, ouverte en 2009, permet un déplacement beaucoup plus rapide, notamment grâce à une voie plus large, au départ de L'Étang-Salé jusqu'à Saint-Paul environ. Une nouvelle route du Littoral est en cours de construction entre La Possession et Saint-Denis.
Depuis que la route des Tamarins a été ouverte au public en 2009, l'ancienne route qui longe le littoral, appelée la route des plages n'est pratiquement plus utilisée[réf. nécessaire], car souvent en travaux .

### Transports maritimes

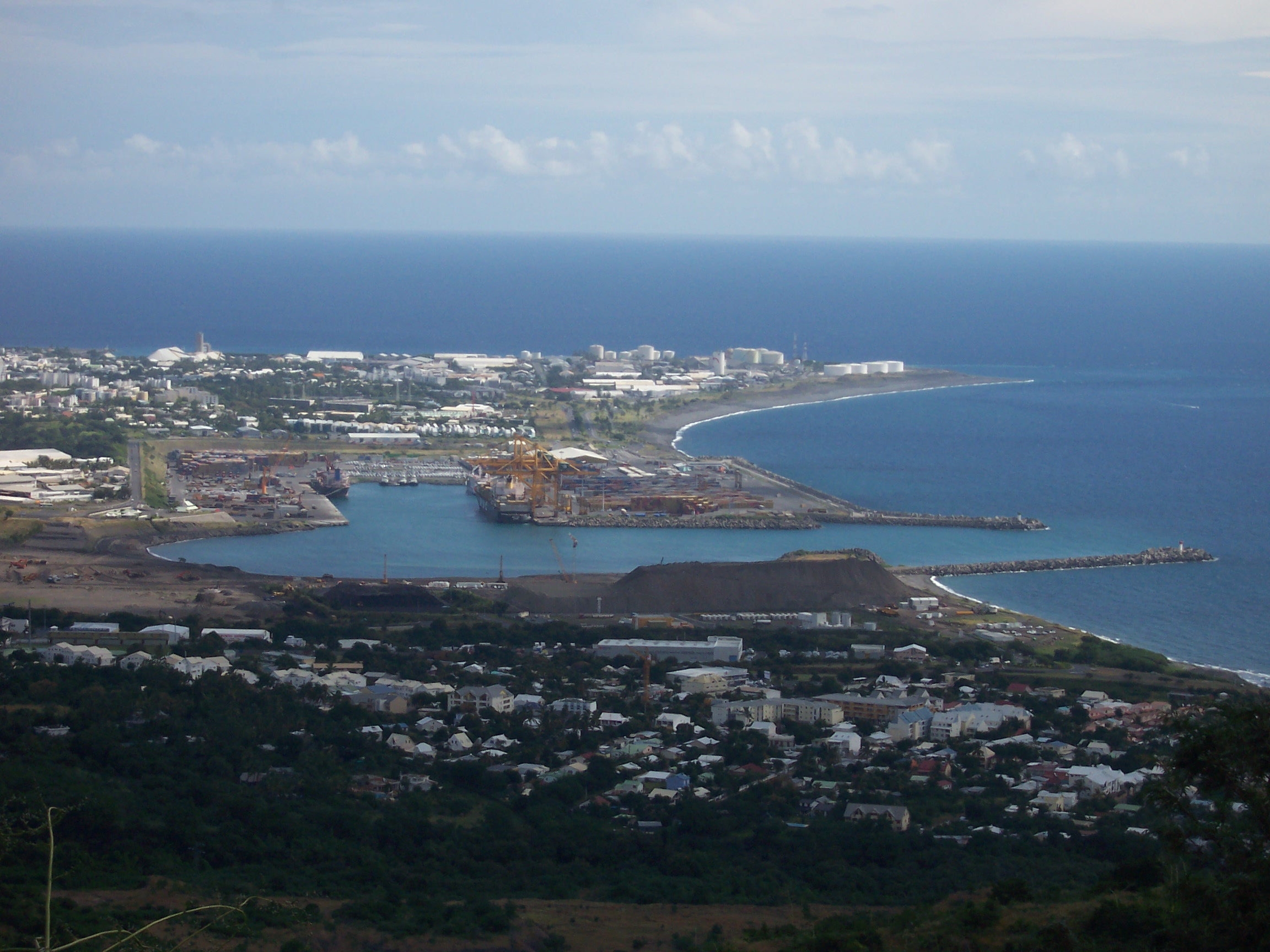
L'un des deux bassins du port de la Pointe des Galets.

Le principal port de l'île est situé sur le territoire communal du Port, dans le Nord-Ouest de l'île ; il est le seul port de France à cumuler les cinq fonctions de gare maritime, port de commerce, port de plaisance, port de pêche et base navale (3e base navale française après Toulon et Brest). Il est géré par la Chambre de commerce et d'industrie de La Réunion.

### Transport aérien

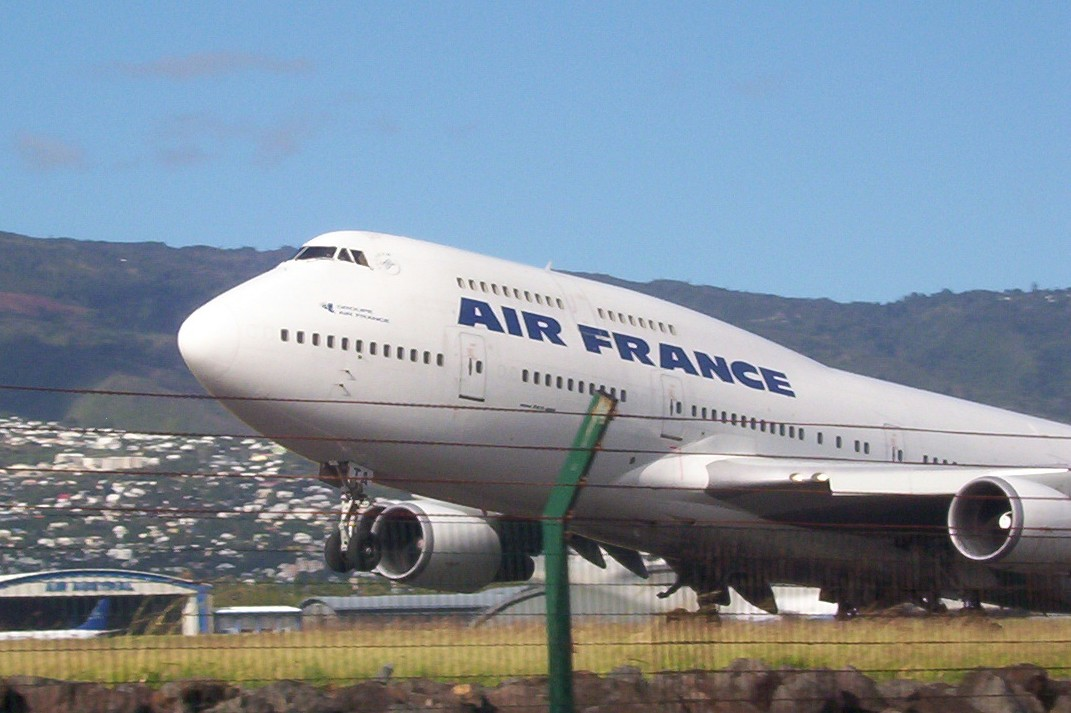
Boeing 747-400 d'Air France décollant de l'aéroport de La Réunion-Roland-Garros de Saint-Denis.

L’île de La Réunion dispose de deux aéroports internationaux :
- l’aéroport de La Réunion-Roland-Garros, le plus grand, est situé à Sainte-Marie près de Saint-Denis, au nord de l’île ; en liaison directe avec les villes de Métropole, de Paris, Marseille et Lyon, mais également des destinations internationales telles l'île Maurice, Antananarivo, Nosy Be, Johannesbourg, Bangkok…
- l’aéroport de Saint-Pierre-Pierrefonds situé à Saint-Pierre, dans le Sud, n’a pour l’heure qu’une capacité limitée à la fonction de navette vers l’aéroport principal et d’aérogare pour les vols insulaires en direction de l’île Maurice[95], de Paris avec escale à l'aéroport de La Réunion-Roland-Garros et à Madagascar.

Le transport aérien fait appel aussi à l'hélicoptère et aux ULM pour desservir des lieux inaccessibles par la route et découvrir sans effort les trésors cachés de l’île de La Réunion, tels que le Trou de Fer, les pitons vus du ciel, les cirques de Mafate, Salazie et Cilaos.

## Culture et patrimoine

### Présentation
L’île a vu naître de nombreux poètes, parmi lesquels Léon Dierx, Leconte de Lisle, Auguste Lacaussade, Évariste de Parny et Antoine Bertin. Elle a aussi inspiré Charles Baudelaire qui y a longuement séjourné, et dont de nombreux poèmes en portent les traces, comme dans « À une dame créole », « À une Malbaraise ». Ce qui est sûr c’est que La Réunion compte un prix Goncourt en la personne ou plutôt en les personnes de Georges Athénas et d'Aimé Merlo, deux cousins critiques d'art et diplômés de la Sorbonne qui écrivaient à quatre mains sous le pseudonyme Marius-Ary Leblond : ils reçurent le célèbre prix en 1909 pour leur roman En France. Michel Houellebecq, né en 1956 à Saint-Pierre, obtint également le prix Goncourt en 2010 pour son roman La Carte et le Territoire. L'aviateur Roland Garros est né à La Réunion, auteur de nombreux records et de la première traversée de la mer Méditerranée en 1913, héros de la Première Guerre mondiale mort au champ d'honneur et par ailleurs cycliste émérite ; l’aéroport international de l'île porte aujourd’hui son nom. L'île compte un autre héros de guerre en la personne de Juliette Dodu, qui, fait rare, reçut à la fois la légion d’honneur et la médaille militaire pour ses actes de courage en tant que télégraphiste pendant la guerre franco-allemande de 1870. La Réunion est également la terre natale de Raymond Barre, professeur d'économie politique et Premier ministre de la France de 1976 à 1981, mort le 25 août 2007 à Paris.
Ajoutons à cette liste de célébrités les noms d'Ambroise Vollard (1866-1939), célèbre collectionneur et marchand de tableaux qui a fait beaucoup pour le succès des peintres impressionnistes et fauvistes, Jean d'Esme (1893-1966), journaliste, romancier et metteur en scène réalisateur de six grands films de 1925 à 1939, initiateur de la loi française sur la propriété littéraire et de la couverture sociale pour les écrivains, Blanche Pierson (1842-1919), une des plus grandes comédiennes de son temps et encore Joseph Bédier (1864-1938), médiéviste à qui l’on doit l'écriture moderne du Roman de Tristan et Yseult, l’amiral Lucien Lacaze (1860-1955), ministre de la Guerre pendant la Première Guerre mondiale, François Gédéon Bailly de Monthion (1776-1850), général d’Empire, chef d’état-major de la Grande Armée de Napoléon.
Parmi les personnalités contemporaines, Mémona Hintermann née Affejee, journaliste reporter à France 3, Manu Payet, comédien et humoriste, Valérie Bègue, Miss France 2008, Gérald de Palmas, chanteur, Laurence Roustandjee, présentatrice météo sur M6, viennent de La Réunion. Ainsi que la mannequin internationale et comédienne Noémie Lenoir, Sébastien Folin, animateur télé et radio, les chanteurs Tonton David, Faf Larage et son frère Shurik'n (IAM), Blacko (Sniper), Séverine Ferrer, animatrice télé et chanteuse. Côté sport, on peut ajouter Dimitri Payet, Benoît Trémoulinas, Florent Sinama-Pongolle, Guillaume Hoarau, Laurent Robert, joueurs de football qui sont d'origine réunionnaise, ainsi que Jackson Richardson, Daniel Narcisse, Patrick Cazal et Leila Lejeune, champions du monde de handball avec la France.

### Architecture
D'un point de vue de la structure, la maison créole est dite symétrique. En effet, faute d'architecte, les ouvriers traçaient une ligne sur le sol et construisaient de part et d'autre deux parties identiques, ce qui donnait des maisons de formes rectangulaires essentiellement. La varangue est un élément important de la maison. Il s'agit d'une terrasse extérieure construite sur l'avant de la maison, car elle permettait d'afficher ses richesses à la rue. Un jardin créole complète la maison. Il est composé de plantes locales, trouvées en forêt. On y retrouve généralement une serre aux orchidées, des anthuriums et différents types de fougères.
La Villa Déramond-Barre est une villa de modèle architecturale créole d'un grand intérêt patrimonial.

### Cuisine

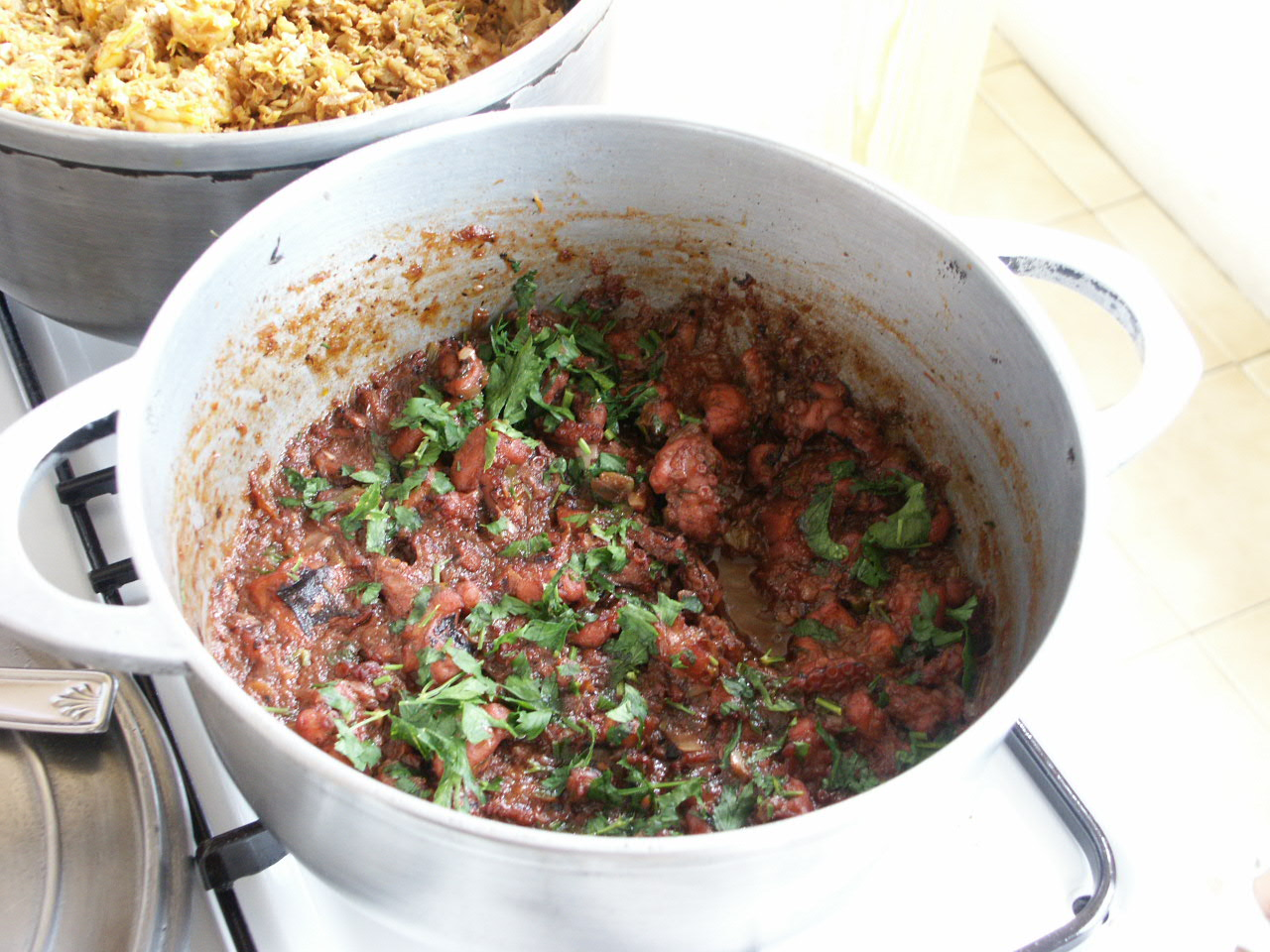
Le Civet de zourites. Il agit d'un civet traditionnel que l'on prépare avec un zourit, c'est-à-dire une pieuvre.

Toujours accompagnés de riz, les plats les plus communs sont les caris, version locale du curry indien, le rougail et les civets. Le cari se compose d'une base d'oignon, d'ail et d'épices comme le curcuma (appelé sur l'île « safran péi »), sur laquelle on fait frire poisson, viande, œufs ; on ajoute ensuite de la tomate. Les plats peuvent aussi éventuellement être parfumés avec du gingembre ; le zeste d'un combava est généralement très apprécié. Le chop suey (au riz et non pas avec des pâtes) et autres plats asiatiques comme le porc à l'ananas sont également très courants.
D'une façon générale, les plats sans viande ou poisson sont rares et il n'existe donc que peu de solutions végétariennes. L'une d'entre elles est le gratin de chouchou préparé à partir de la chayote. Pour le reste, ce sont surtout des volailles qui sont consommées. Une des spécialités locales est le civet de tangue (de la famille des hérissons).

### Musique et danse
Fête réunionnaise de la liberté

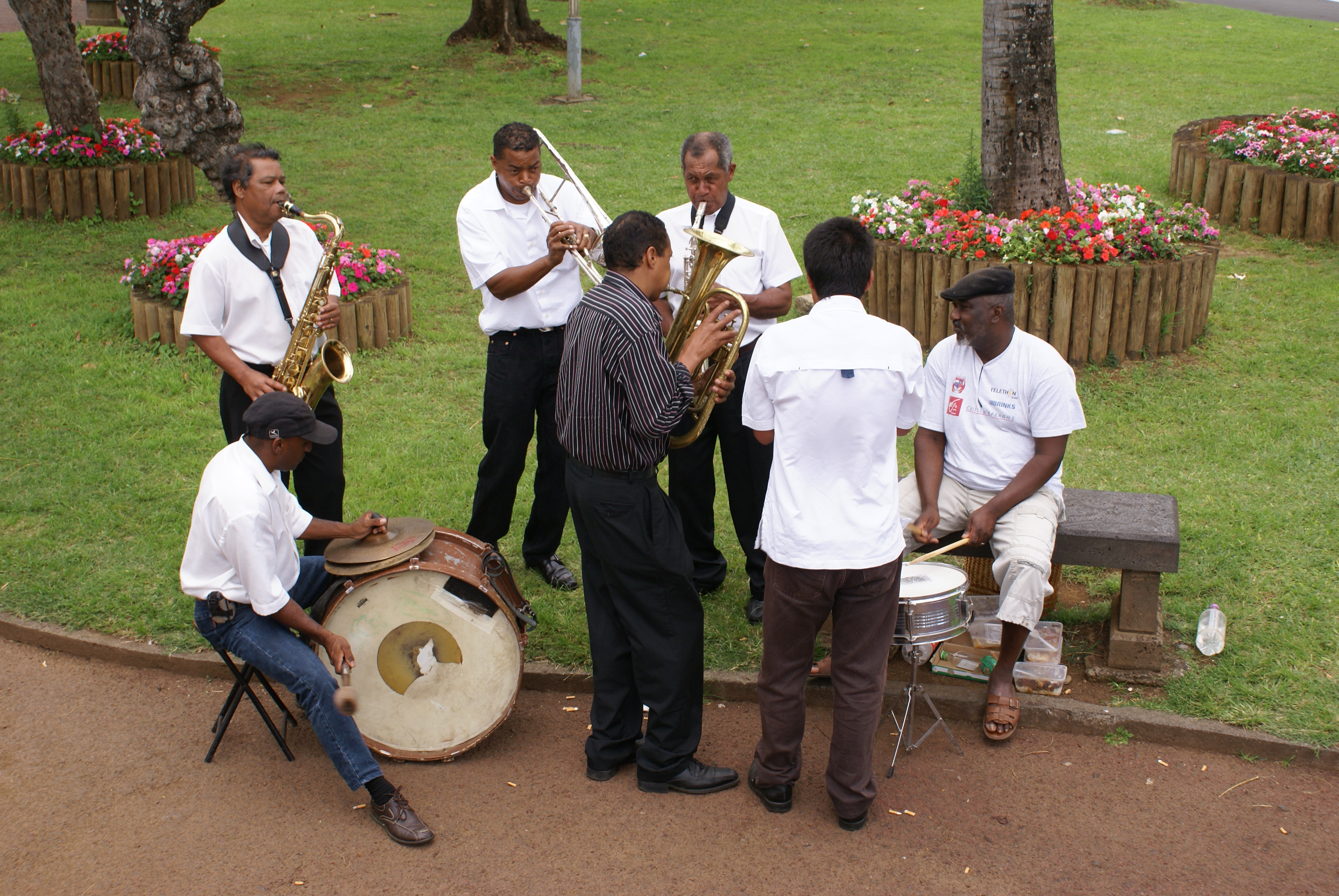
Groupe Séga sur la place Saint-Pierre (La Réunion).

Tous les 20 décembre, les habitants de l’île de la Réunion célèbrent la fête réunionnaise de la liberté. Cette célébration, également appelée Fête des Cafres ou « Fet’ Caf’ », commémore la proclamation de l’abolition de l'esclavage par la Deuxième République (France), en 1848. Le terme « cafre » désigne les africains de la « Cafrerie » (une partie de l’Afrique australe). Il est dérivé du mot afrikaans « kaffer », assimilable à l’argot américain « nigger » ou « nègre », issu de la France coloniale.
Aujourd’hui au XXIe siècle, les réunionnais fêtent la fin d’une longue période d’oppression avec joie et allégresse. Cafres, Malgaches, Comoriens, Indiens, Yabs, Z'oreilles et métropolitains seront tous dans les rues et danseront au rythme du séga et du maloya, les deux genres musicaux majeurs de la Réunion. De nombreux concerts, gratuits pour la plupart, sont organisés, ainsi que des défilés costumés et des spectacles de danse comme la Merengue, par exemple.

### Tradition

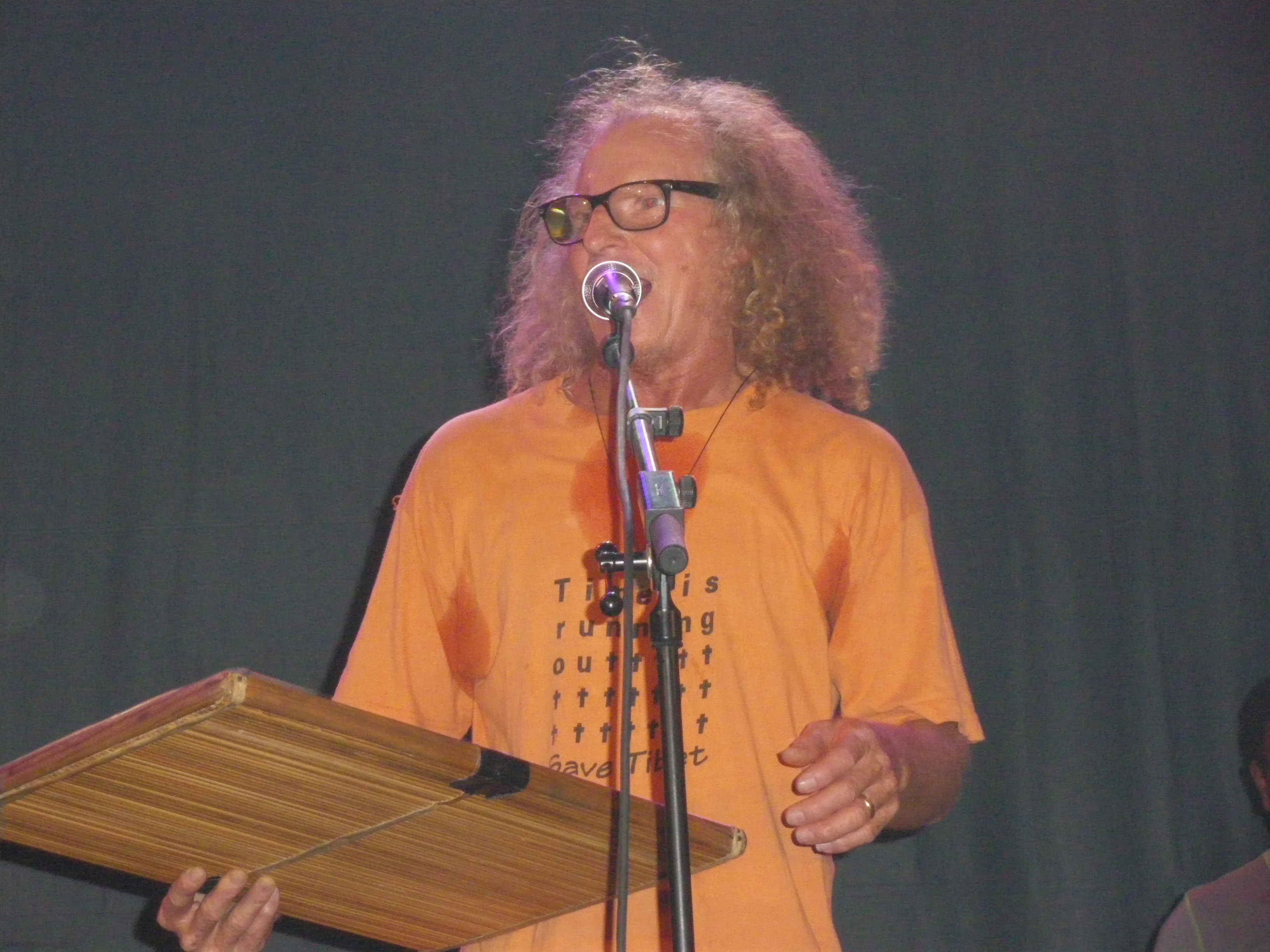
Danyèl Waro chanteur, poète et musicien de maloya.

Deux formes d'expression musicale composent historiquement la tradition folklorique de La Réunion. Si l'une, le séga, est une variante créole du quadrille, l'autre, le maloya, à l'image du blues américain, vient d'Afrique, porté par la nostalgie et la douleur des esclaves déracinés et déportés de leur terre natale.
Le séga, danse de salon costumée et rythmée par des instruments occidentaux traditionnels (accordéon, harmonica, guitare…), témoigne du divertissement policé en cours dans la société coloniale de l'époque. Il reste aujourd'hui la danse de salon typique de La Réunion et de l'archipel des Mascareignes en général avec le séga mauricien et le séga rodriguais.
Le maloya des esclaves, danse d'allure rituelle tout en mélopées et en gestuelles, se faisait quasi clandestinement la nuit autour d'un feu ; les quelques instruments d'accompagnement étaient de confection végétale (bambous, calebasses, etc.).
Les troupes de maloya, au-delà de leur goût pour cette forme d'art musical, veulent perpétuer la mémoire des esclaves, leur souffrance et leur déracinement. Au travers de textes parfois contestataires ils rappellent à la France son passé esclavagiste et soulignent les méfaits de cette époque coloniale sur l'homme ; au cours de l'histoire de l'île, il est arrivé aux artistes de maloya et aux kabars (des rassemblements) d'être interdits par le pouvoir en place.
Avec l'institution d'un jour férié de célébration de l'abolition de l'esclavage (fête caf', le 20 décembre), le maloya jouit d'une reconnaissance officielle ; on l'entend régulièrement sur les ondes publiques et nombre de night-clubs et de soirées dansantes le programment de manière systématique ; il connaît même un regain : des groupes se sont mis à lui concocter des versions, des styles et des arrangements modernes, comme le maloggae, le maloya électrique et d'autres.
Parmi les groupes musicaux emblématiques de La Réunion, on peut citer : Groupe folklorique de La Réunion, Kalou Pilé, Baster, Ousanousava, Ziskakan, Pat'Jaune, Danyèl Waro, Tisours, Kaliko Muzik Band, etc. On peut citer également l’un des plus grands chanteurs de maloya : Lo Rwa Kaf. Né à Sainte-Suzanne, il est l’un des premiers à avoir chanté le maloya. À sa mort en 2004, il y eut énormément de personnes présentes pour ses obsèques.
En 2008, l'artiste Brice Guilbert réalise un clip intitulé La Réunion. On le voit dans ce clip traverser tous les paysages de l'île.
En danse contemporaine, on peut citer le chorégraphe Pascal Montrouge, qui dirige la seule compagnie en France à avoir une double implantation à Saint-Denis de La Réunion et à Hyères, confortant ainsi le sens de son regard sur l'identité. En 2007, la ville de Saint-Denis de La Réunion lui a confié la direction artistique de son festival Saint-Denis Danses.
Sur l’île il y a le conservatoire à rayonnement régional de La Réunion qui compte quatre pôles pédagogiques qui fût créé en 1987 sous l'impulsion du président Pierre Lagourgue, qui était président de région à cette date. Aujourd'hui même si les danses traditionnelles ne sont pas oubliées dans les conservatoires (qui enseignent la danse la musique et le théâtre) les danses enseignées sont la danse classique, la danse contemporaine et la danse Bharata natyam. Ces élèves ont régulièrement la chance de danser avec des chorégraphes Réunionnais tel que Didier Boutiana cie "konpani Soul city", Soraya Thomas cie "Morphose"ou encore Éric Languet cie "danse en l'R". Ces différentes compagnies locales permettent de faire danser les réunionnais de manière professionnelle.
La culture urbaine a également fait son apparition, selon les modes influencées de métropole et des États-Unis. Ainsi la culture hip-hop se développe, mais également le ragga dancehall, KM David ou Kaf Malbar étant la figure de proue de cette nouvelle mouvance, influençant partout dans l'île la jeune génération, avec ses chansons diffusées par MP3 ou internet. Nombre de jeunes artistes tentent alors de « percer » dans cette musique, dont l'industrie se développe raisonnablement, localement, mais aussi internationalement, sans rien avoir à envier aux précurseurs du dancehall francophone.

### Symboles
La Réunion ne possède pas de blason ni drapeau officiels.
Un blason a été créé pour l’île par l’ancien gouverneur Merwart à l’occasion de l’exposition coloniale de 1925 organisée à Petite-Île. Merwart, membre de la Société des sciences et arts de La Réunion, a voulu y faire figurer l’histoire de l'île :
- le chiffre romain « MMM » évoque l’altitude des plus hauts sommets ;
- le navire le Saint-Alexis est celui qui assura la première prise de possession de l’île ;
- les fleurs de lis évoquent l'époque royale ;
- les abeilles évoquent l'Empire ;
- l'écu central évoque le drapeau républicain français ;
- la devise « Florebo quocumque ferar » est celle de la Compagnie française des Indes orientales et signifie « Je fleurirai partout où je serai portée » alors que les lianes de vanille honorent une culture alors florissante.

Le drapeau le plus utilisé à La Réunion est celui du « volcan rayonnant », dessiné par Guy Pignolet en 1975, parfois appelé « Lo Mavéli » : il représente le volcan du piton de la Fournaise sous la forme d'un triangle rouge simplifié sur un fond bleu marine tandis que cinq rayons du soleil symbolisent l'arrivée des populations qui ont convergé vers l'île au cours des siècles.

Blason de La Réunion.
Drapeau de La Réunion.

#### Guide de randonnées
- IGN, P4406r Piton de la fournaise (Français) Carte – Carte pliée, Paris, IGN, coll. « Top 25 & série bleue - Carte de randonnée (3e édit.) », 2010, 1 p. (ISBN 978-2-7585-1849-5)
- Walter Iwersen et Jocelyne Abarca, La Réunion : Paradis des randonneurs dans l'océan Indien. 58 itinéraires. Avec des traces GPS, Rother, coll. « Rother Guide de randonnées », 2015, 176 p. (ISBN 978-3-7633-4933-3, lire en ligne)
- Fédération française de la randonnée pédestre, L'île de La Réunion… à pied : 25 promenades et randonnées, Paris, FFRP, coll. « TopoGuides PR (4e édit.) », 2018, 128 p. (ISBN 978-2-7514-0956-1)
- IGN, La Réunion, Saint-Mandé, IGN, coll. « Découverte de l'Outre-Mer (2e édit.) », 2019, 1 p. (ISBN 978-2-7585-4911-6)
- Jean-Bernard Carillet, « Volcans, cascades et pitons : La Réunion en 10 paradis nature », sur Le Figaro, 18 janvier 2021 (consulté le 18 janvier 2021)

#### Fictions ayant pour cadre La Réunion
- Tous les romans de Daniel Vaxelaire.
- Tous les romans de Gaëlle Bélem.
- Tous les romans de Jean-François Samlong.
- L'envol du papangue de Philippe Morvan.
- Ne lâche pas ma main de Michel Bussi.
- L'affaire de l'esclave Furcy de Mohammed Aïssaoui.